# Personaggi di Yu-Gi-Oh!

Alcuni dei personaggi principali nella serie del 2000.
In primo piano, da sinistra: Ryūji, Hiroto, Anzu, Atem, Yugi, Jonouchi e Rebecca. In secondo piano, da destra, Mokuba e Seto Kaiba

Questa è la lista dei personaggi che appaiono nella serie manga e anime Yu-Gi-Oh!.

## Personaggi principali

### Yugi Muto
Yugi Mutō (武藤 遊戯?, Mutō Yūgi) è uno dei due protagonisti, da cui prende il nome il titolo. Di statura minuta nonostante i suoi sedici anni, ha un'inusuale capigliatura a stella e occhi molto grandi; a causa del suo aspetto e del suo carattere timido e impacciato, è spesso stato vittima di vari bulli e non è mai riuscito ad avere molti amici a eccezione di Anzu, sua amica d'infanzia, di cui sembrerebbe innamorato. Appassionato di giochi e rompicapi, vive insieme al nonno, Sugoroku, e a sua madre sopra il negozio di giochi di famiglia. Otto anni prima delle vicende narrate suo nonno, anch'egli appassionato di giochi, gli regalò una scatola contenente un puzzle, che Yugi riuscì a completare solo dopo tale arco di tempo; è proprio grazie al puzzle, il Puzzle del Millennio, che Yugi ha modo di avvicinarsi a Jonouchi e Honda, prima tra i bulli che lo tormentavano e poi suoi amici. Il ricomponimento del Puzzle, tuttavia, fa sì che si risvegli l'anima di un Faraone lì contenuta; è così che Yugi inizia a dividere il suo corpo, in un primo momento senza saperlo, con questa seconda entità, da lui in seguito chiamata "altro me" (Mou hitori no boku in originale) una volta presa coscienza della sua presenza. Ed è proprio con l'altro sé stesso che Yugi sviluppa il legame più profondo, maturando e diventando più coraggioso. Nei duelli solitamente è l'Altro Yugi a duellare materialmente, mentre Yugi gli rimane accanto per dargli consigli; nel duello contro Bakura nel Mondo della Memoria, in cui è il solo Yugi a duellare, il suo deck si rivela formato di mostri infantili, legati al mondo dei giochi.
Doppiato da: Megumi Ogata (serie 1998), Shunsuke Kazama (serie 2000) (ed. giapponese), Massimo Di Benedetto (serie 2000) (ed. italiana)

### Yami Yugi / Faraone Atem
Yami Yugi (闇遊戯?, Yami Yugi) o Atem (アテム?, Atemu) è l'altro protagonista, per il quale il titolo può leggersi come "Re Yugi", in riferimento alla sua vera identità di sovrano d'Egitto. Si tratta dello spirito che vive nel Puzzle del Millennio, risvegliatosi alla sua ricomposizione da parte di Yugi, con il quale divide il corpo e di cui diviene l'alter ego; viene difatti da lui chiamato "Altro me stesso" (Mou hitori no boku in originale), mentre per gli altri è "Altro Yugi" (Mou hitori no Yugi). Ciò è dovuto al fatto di avere completamente perso la memoria, non ricordando neppure il suo nome. In seguito si scopre che la sua è l'anima del Faraone Senza Nome (Namonaki Pharaoh) raffigurato su un'antica stele egizia; ritrovare la sua memoria diviene, quindi, il suo scopo principale. Nei duelli è lui a combattere materialmente, sostenuto da Yugi, da lui chiamato "Aibou" (termine traducibile con "Partner"); è con Yugi che, alla fine, l'Altro Yugi instaura il legame più profondo. Si rivela essere un abilissimo ed esperto duellante, tanto da venire sconfitto solo da quattro persone nel corso dell'intera saga: Pegasus (tramite una videocassetta e utilizzando il potere del suo Occhio del Millennio), Seto (anche se lo aveva ricattato di suicidarsi se lo avesse attaccato), Raphael (che di fatto è il primo che lo sconfigge regolarmente) e dallo stesso Yugi (durante il duello finale della serie, nonché secondo a sconfiggerlo regolarmente). I due hanno, inoltre, alcune somiglianze fisiche, tra cui i capelli e il colore viola degli occhi, sebbene quelli dell'Altro Yugi abbiano un taglio più sottile e lui stesso sia poco più alto del suo alter ego; nel suo vero corpo si differenzia da Yugi anche per il colore scuro della pelle. Nel carattere è totalmente diverso dal suo alter ego: se Yugi è inizialmente esitante, timido ma amichevole, l'Altro Yugi è più introverso, orgoglioso e deciso. Sebbene sia un eroe positivo, non ha alcun riguardo per i malvagi e i bugiardi e mentre duella, anche se rispetta l'avversario, non ha alcuna pietà. Nell'antico Egitto, è stato un sovrano giusto e generoso.
Il suo deck è composto di mostri di tipo incantatore, tra cui spiccano il Mago Nero (Black Magician), la Giovane Maga Nera (Black Magician Girl) e il Mago Nero del Chaos; altre carte molto usate da lui sono Glorioso Soldato Nero, Anatema del Drago, Teschio Evocato, Gaia il Cavaliere, Kuriboh, Guardiano Celtico, i tre Cavalieri del Re, della Regina e del Jack e i tre Guerrieri Magnetici Alfa, Beta e Gamma. In seguito, entra in possesso di una delle tre carte delle divinità egizie, Slifer il Drago del Cielo (Osiris no Tenkūryū, letteralmente: "Drago del Cielo di Osiris"). Arriverà, alla fine del Battle City, a possedere tutte e tre le carte delle Divinità Egizie.

### Katsuya Jonouchi
Katsuya Jonouchi (城之内 克也?, Jōnouchi Katsuya), chiamato Joseph "Joey" Wheeler nella versione internazionale, è il migliore amico di Yugi. Inizialmente Jonouchi non era affatto suo amico ma, anzi, era tra i bulli che lo prendevano in giro, seppure in maniera molto minore rispetto ad altri; tuttavia, dopo avere visto come Yugi ha cercato di difenderlo dal prepotente Tetsu Ushio, decide di avvicinarsi a lui, diventando suo amico. Jonouchi ha un passato da teppista, dovuto alla separazione dei genitori, con conseguente suo allontanamento dalla sorella Shizuka, e al suo essere affidato al padre alcolizzato, che lui stesso è costretto a mantenere facendo lavori part-time. A causa del carattere aggressivo di suo padre, Jonouchi non ha mai permesso che qualcuno si avvicinasse alla sua casa né, per questo, si è mai permesso di avere amici più stretti; l'unico riuscito a scoprire della sua condizione è stato Honda, diventato il suo primo amico. Molto legato a sua sorella Shizuka, quando scopre che la malattia agli occhi da cui è affetta rischia di portarla alla cecità, decide di partecipare al torneo del Regno dei Duellanti per vincere il premio in denaro e pagare così l'operazione in grado di salvarla; per questo motivo si fa insegnare il Duel Monsters da Yugi, suo compagno e sostenitore. Dopo molti sforzi riesce ad arrivare alla finale del torneo contro Yugi ma, nonostante ne sia uscito sconfitto, è lo stesso Yugi, il vincitore, a regalargli il premio in denaro per l'operazione di Shizuka. Partecipa poi al Battle City, dove si classifica quarto, deciso a migliorarsi e a diventare un duellante degno di essere chiamato tale; in seguito rimane sempre al fianco di Yugi. Si iscrive successivamente al torneo del Grand Championship organizzato da Seto ma, in quest'occasione, non riesce a passare alle semifinali poiché viene nettamente sconfitto da Siegfried von Schroider.

Copertina del quattordicesimo volume dell'edizione italiana del manga, raffigurante Yami Yugi e Jonouchi

Dal carattere estroverso e confusionario, apparentemente arrogante, Jonouchi nasconde un'inaspettata sensibilità e forza d'animo; dopo un inizio non molto positivo, sviluppa un particolare legame con Mai, arrivando, nella serie del Risveglio dei Draghi, a mettere in pericolo la propria vita per lei. Jonouchi è un ragazzo liceale dai capelli biondi e gli occhi castani. Fuori dall'ambito scolastico, sfodera uno stile sportivo e casual, con un paio di scarpe Air Muscle, comprate nei primi numeri del manga, più il guanto del duellante (nel Duelist Kingdom) ed il Dueling Disk (dalla saga Battle City). Jonouchi non va per niente d'accordo con Seto Kaiba. Tuttavia, nell'anime, il conflitto tra i due si riduce all'ambito delle gag comiche: nei momenti di difficoltà, si preoccupano l'uno per l'altro, pur non simpatizzando (ad esempio, Katsuya tifa per Seto nei duelli che quello disputa con Pegasus e Noah, mentre Kaiba si impegna a salvarlo nella battaglia che Jonouchi, la cui mente è manipolata da Malik Ishtar, sostiene contro l'amico Yugi). Nella terza serie, Jonouchi rivela a Seto che, prima di conoscere Yugi, se la prendeva con tutti, e provava astio verso la figura paterna.
Il suo deck è composto da una mescolanza di vari tipi di creature, tra cui il Drago Nero Occhi Rossi (Red Eyes Black Dragon), vinto a Ryuzaki durante il Regno dei Duellanti e dallo stesso Jonouchi "prestato" a Yugi, Jinzo, vinto ad Esper Roba durante il Battle City e Gilford il Fulmine. Altri mostri degni di nota sono lo Spadaccino di Fuoco (uno dei suoi mostri preferiti), lo Stregone del Tempo (regalatogli da Yugi), Cucciolo di Drago, Gearfried il Cavaliere di Ferro, Guerriero Pantera, Guerriero Razzo, Spada dell'Alligatore, Spadaccino di Landstar, Piccola-Guardialata e Drago Millenario.
Nella serie GX viene menzionato da Pegasus nell'episodio 107, da lui considerato il terzo miglior duellante al mondo dopo Yugi e Kaiba. Nell'episodio 14 della serie Yu-Gi-Oh! 5D's si intravede un ragazzo somigliante a Jonouchi che duella contro un ragazzo del Satellite; quando uno degli spettatori del duello chiede se sia Jonouchi gli viene risposto che è Jesse Wheeler, suo cugino. Tuttavia questo personaggio è da considerarsi non-canonico, poiché nella versione giapponese non viene detto che è realmente il cugino di Jonouchi ma solo nella versione americana e italiana. Nello stesso episodio, inoltre, un altro ragazzo somigliante a Jonouchi appare di spalle tra la folla di spettatori che aspetta di entrare nell'arena dove si terrà il torneo della Fortune Cup.
Sage Ashford di CBR ha classificato lo scontro tra Yugi e Jonouchi come l'ottavo migliore svolto tra due migliori amici negli anime.
Doppiato da: Toshiyuki Morikawa (serie 1998), Hiroki Takahashi (serie 2000) (ed. giapponese), Simone D'Andrea (serie 2000) (ed. italiana)

### Hiroto Honda
Hiroto Honda (本田 廣戶?, Honda Hiroto), chiamato Tristan Taylor nella versione internazionale, è uno degli amici di Yugi. Non si sa molto di Honda, se non che è stato il primo amico di Jonouchi e che, prima di diventare amico di Yugi, era tra coloro che lo prendevano in giro. Spesso si limita a fare il tifo per Yugi e Jonouchi, intervenendo attivamente solo in situazioni al di fuori dei duelli; duella una sola volta, durante la saga filler del Mondo Virtuale, perdendo e costretto a rimanere temporaneamente nel corpo di una piccola scimmia meccanica. Sebbene sembri molto sicuro di sé conosce a malapena le regole base del Duel Monsters, come lui stesso ammetterà (il che spiegherebbe la sua facile sconfitta nella saga del Mondo Virtuale). In quell'occasione usa un deck composto da mostri bionici; la sua carta preferita è il Cyber Comandante. Nel Duelist Kingdom, inoltre, regala a Jonouchi la carta del Guardiano di Lava che, combinata con il Guardiano delle Paludi, crea un'ottima combo.

Copertina del settimo volume dell'edizione italiana del manga, raffigurante Anzu, Hiroto, Yugi e Jonouchi

Ha un carattere semplice ed estroverso, nonostante a volte si imbarazzi per i complimenti. Dalla seconda serie in poi lo si vede spesso insieme a Otogi, contendendosi con lui il cuore di Shizuka e scatenando la conseguente gelosia di Jonouchi. Nella Stagione Zero, invece, si vede Honda frequentare assiduamente una sua compagna di classe, Miho Nosaka (che fa parte del gruppo ma solo nella Stagione Zero e che non comparirà più nell'anime) di cui è fortemente innamorato, anche se la ragazza spesso preferisce altro alla sua compagnia. Honda appare anche in un'immagine di Yu-Gi-Oh! GX.
Doppiato da: Ryōtarō Okiayu (serie 1998), Takayuki Kondō (ep. 1-51, serie 2000), Hidehiro Kikuchi (ep. 52-224, serie 2000) (ed. giapponese), Gabriele Calindri (serie 2000), Emanuele Ruzza (Yu-Gi-Oh!: The Dark Side of Dimensions) (ed. italiana)

### Anzu Mazaki
Anzu Mazaki (真崎 杏子?, Mazaki Anzu), chiamata Téa Gardner nella versione internazionale, è la migliore amica di Yugi. È stata la prima persona a diventare amica di Yugi, che conosce fin dall'infanzia; per lungo tempo è stata lei a difenderlo dai bulli che lo tormentavano, tra cui Jonouchi e Honda che, in seguito, nonostante il suo sospetto iniziale, diverranno anche suoi amici. Durante il Battle City, il corpo di Anzu viene posseduto da Malik, ridotto a spirito dopo essere stato sconfitto dall'altra sua personalità e scacciato dal suo corpo; è attraverso lei che lui comunica con Isis, l'altra sua personalità e l'Altro Yugi. All'inizio ha un carattere deciso e un po' mascolino ma, in seguito, si addolcisce, divenendo più sensibile e riflessiva. Non si sa se sia a conoscenza della cotta di Yugi per lei, ma Anzu è innamorata dell'alter ego del suo amico; l'autore stesso ha confermato che si tratta di un triangolo amoroso, inoltre si mostra molto gelosa nel vedere Rebecca Hopkins o Vivian Wong mostrare interesse per Yugi. Come Honda, anche Anzu si limita spesso a fare il tifo, sebbene sia una discreta duellante. Nel manga, la si vede duellare una sola volta, mentre nell'anime capita in tre occasioni: due volte nella prima serie, in un duello amichevole con un Jonouchi ancora principiante, contro Mai e una volta nella serie del Mondo Virtuale, contro Shuzo Otaki dei Big 5; in tutte e tre le occasioni, è uscita vincitrice (sebbene nel suo duello contro Mai avesse vinto perché la sua avversaria aveva scelto di arrendersi). All'origine del manga, Anzu ha un tradizionale taglio corto di capelli. La sua prima immagine a colori mostra una chioma castano scura ed occhi color ambra. Andando avanti, l'autore, a disegnare l'opera, Anzu assume tratti del viso più femminili e carini. La capigliatura diventa più lunga e meno convenzionale. Dal secondo volume (terzo nella prima edizione italiana), il castano dell'acconciatura si schiarisce. Gli occhi sono ora blu, ora marrone-rossastri. Con il volume finale, i capelli arrivano fino a toccare le spalle. Nella Stagione Zero, Anzu ha occhi marrone-rossastri e capelli dello stesso colore (diversa tonalità); nelle serie prodotte dal 2000, ha una chioma castana ed iridi azzurre. Il nome del personaggio viene a volte scritto in hiragana あんず (Anzu?), in quanto la lettura usuale dei kanji che lo compongono sarebbe "Kyoko". In giapponese, "Anzu" è utilizzato anche per indicare le albicocche, sebbene per quest'ultime venga adottato generalmente il katakana.
Il suo deck è composto da creature femminili o di aspetto tenero. La sua carta preferita è il Mago della Fede.
Doppiata da: Yumi Kakazu (serie 1998), Maki Saito (serie 2000) (ed. giapponese), Debora Magnaghi (serie 2000), Veronica Puccio (Yu-Gi-Oh!: The Dark Side of Dimensions) (ed. italiana)

### Seto Kaiba
Seto Kaiba (海馬 瀬人?, Kaiba Seto) è il principale rivale di Yugi. Rimasto orfano in tenera età e portato in un orfanotrofio insieme a suo fratello minore Mokuba, è stato in grado di farsi adottare dal ricchissimo impresario Gozaburo Kaiba sconfiggendolo in una partita a scacchi; cresciuto sotto la tirannia di Gozaburo, deciso a renderlo il suo degno erede, riesce a sottrargli l'azienda, la Kaiba Corporation, e a spingere il patrigno al suicidio. Con Seto come direttore, la Kaiba Corporation, da azienda produttrice di armi, diviene un'azienda di giochi. La sua rigida educazione e il suo costante avere a che fare con individui sempre pronti persino a ucciderlo pur di spodestarlo hanno reso Seto una persona fredda, seria e cinica ma anche intelligente. Nel manga e nella Stagione Zero, si mostra meschino e crudele, arrivando a tutto pur di ottenere ciò che vuole, anche a sacrificare suo fratello; dopo essere stato sconfitto dall'Altro Yugi, viene da lui mandato in coma e la sua anima viene ridotta in frammenti: quando Seto riesce, inconsciamente, a ricomporla, si risveglia come il Seto di un tempo, meno crudele e più leale. Materialista e razionale, non crede affatto alla vicenda del Faraone, né nel potere degli Oggetti del Millennio, attribuendo il tutto a trucchi; soltanto quando giunge nel Mondo della Memoria riconosce che tutto ciò che aveva sempre visto era vero. A causa del suo carattere, non ha molte persone attorno a sé, né lui stesso è intenzionato ad averle; l'unica persona a cui tiene veramente è soltanto Mokuba, per il quale sarebbe disposto a fare tutto. Il solo che sembra avere la sua stima è l'Altro Yugi, unico in grado di sconfiggerlo in un duello; disprezza, invece, Jonouchi, definendolo "mediocre" (Bonkotsu in originale): solo dopo avere visto il suo duello contro Yami Malik ne riconosce il valore, pur limitandosi a pensarlo, senza rivelarlo.
Il suo deck è composto principalmente da carte di tipo drago, tra cui i tre Drago Bianco Occhi Blu (Blue-Eyes White Dragon), che può fondere nel Drago Occhi Blu Finale (Blue-Eyes Ultimate Dragon); altre carte minori ma degne di nota sono Signore di D., Ascia da Guerra, Il Genio della Lampada, XYZ - Cannone Drago e Kaiser Cavalluccio Marino. Prima del Battle City, da lui stesso indetto, riceve da Isis una delle tre carte delle Divinità Egizie, Obelisk il Tormentatore, chiamato anche Obelisco del Tiranno (Obelisk no Kyoshinhei, letteralmente: "Soldato Gigante dell'Obelisco"), che perde poi in semifinale contro Yugi.
Alla fine partecipa come spettatore alla Battaglia Cerimoniale tra Yugi e Atem. Fa anche tre comparse nella serie GX: una nell'episodio 35 in cui parla con i fratelli di Chazz Princeton, una in un flashback dell'episodio 62, in una trasmissione televisiva della Kaiba Corp. insieme a suo fratello e una nell'episodio 75, in cui discute con Sartorius. Solo nella Stagione Zero, Seto ha i capelli verde chiaro: quest'insolito particolare lo rende incredibilmente simile al suo fratellastro Noah Kaiba, personaggio filler della saga del Mondo Virtuale.
Doppiato da: Hikaru Midorikawa (serie 1998), Kenjirō Tsuda (serie 2000) (ed. giapponese), Lorenzo Scattorin (serie 2000) (ed. italiana)

### Mokuba Kaiba
Mokuba Kaiba (海馬 モクバ?, Kaiba Mokuba) è il fratello minore di Seto. Ha una profonda ammirazione per Seto, perché è stato colui che è riuscito a salvare entrambi dall'orfanotrofio e a fare loro avere una vita più che dignitosa. Vicepresidente della Kaiba Corporation, essendo la persona più cara a Seto, è spesso soggetto a rapimenti da parte di coloro che cercano di colpire suo fratello; per questo motivo Mokuba cerca di liberarsi da solo, riuscendoci solo alcune volte, come nel caso del suo rapimento, insieme a Jonouchi e Anzu, da parte dei Ghouls di Malik. Nella Stagione Zero e nel manga, mostra lo stesso carattere crudele del fratello; nel manga, per esempio, giunge ad avvelenare Jonouchi. Dopo essersi scontrato con l'Altro Yugi ed essere quasi stato sacrificato da Seto, però, capisce i propri errori e decide di cambiare, diventando, al contrario del fratello, più gentile, disponibile e onesto, arrivando anche a stringere amicizia con Yugi e il resto del gruppo. Non essendo un duellante non sa praticamente giocare, il che spiegherebbe le sue mosse errate nel duello contro Yugi, durante la serie del Regno dei Duellanti, in cui Mokuba aveva cercato di rubare a Yugi le stelle necessarie per entrare nel castello (dopo avere preso le sue a un ragazzo). Al contrario del Duel Monsters nella Stagione Zero e nel manga Mokuba è un abilissimo giocatore di Capsule Monster (o Capumon), un gioco di strategia basato su dei mostri nascosti in alcune piccole sfere di vario livello. Egli, infatti, sfida ben due volte Yugi a questo gioco; nonostante Mokuba avesse manomesso la macchinetta che emette le sfere del suo avversario, facendogli avere solo mostri di basso livello, Yugi riesce a vincere. Alla fine partecipa come spettatore alla Battaglia Cerimoniale tra Yugi e Atem. Fa inoltre, come il fratello, una breve comparsa in un flashback dell'episodio 62 della serie GX. Nella serie anime del 1998, Mokuba ha i capelli verde-blu con ciocche lucide di un verde chiaro, ed occhi color verde acqua. Nelle stagioni prodotte dal 2000, invece, la chioma del personaggio è nera e di un viola lucido; viola sono anche le iridi.
Doppiato da: Katsue Miwa (serie 1998), Junko Takeuchi (serie 2000) (ed. giapponese), Irene Scalzo (serie 2000), Arturo Valli (Yu-Gi-Oh!: The Dark Side of Dimensions) (ed. italiana)

### Ryō Bakura
Ryō Bakura (獏良 了?, Bakura Ryō), chiamato Bakura Ryou nella versione internazionale, è uno degli amici di Yugi. Suo padre è un archeologo, direttore del museo di Domino, mentre sua madre e sua sorella minore, Amane, sono morte tempo addietro in un incidente stradale; nel manga e nella Stagione Zero, si vede che Ryō ha l'abitudine di scrivere delle lettere indirizzate alla sua sorellina defunta. Si trasferisce a Domino pochi mesi prima dell'inizio del torneo del Regno dei Duellanti, dopo dei "problemi" avuti nella sua scuola precedente: Ryō, infatti, è il proprietario dell'Anello del Millennio, ricevuto in dono da suo padre, ma questo fa sì che lo spirito maligno racchiuso al suo interno prenda possesso del suo corpo a sua insaputa, commettendo anche dei crimini.
Nonostante lo spirito sia intenzionato a impossessarsi del Puzzle del Millennio e a uccidere Yugi, Ryō riesce comunque a diventare amico di quest'ultimo, unendosi al gruppo formato da lui, Jonouchi, Honda e Anzu. La possessione dell'Anello, tuttavia, sembra irreversibile: per quante volte lo spirito venga sconfitto o l'Oggetto allontanato da Ryō, il ragazzo si ritrova comunque sotto il suo controllo o ritorna in possesso dell'Anello. Ha un carattere prudente e tranquillo, ma lo si vede spesso debilitato a causa della possessione e delle ferite fisiche che lo stesso spirito gli infligge. Possiede un deck composto da creature mistiche. Benché appaia per molto come un nemico secondario, alla fine è forse il più perseverante e pericoloso tra i rivali di Yugi e i suoi amici e nell'ultima serie è il nemico finale. Alla fine partecipa come spettatore alla Battaglia Cerimoniale tra Yugi e Atem.
Nel manga sia Ryō Bakura e Yami Bakura hanno i capelli bianchi e gli occhi azzurri mente nella prima serie animata del 1998, Ryō Bakura ha I capelli blu pallido e gli occhi blu, mentre quelli di Yami Bakura sono di colore viola. Nelle serie prodotte a partire dal 2000, il personaggio appare modificato: lo studente e lo spirito maligno che abita il Millennium Ring hanno gli occhi castani e i capelli bianchi.
Doppiato da: Tsutomu Kashiwakura (serie 1998), Yō Inoue (ep. 12-41 serie 2000), Rica Matsumoto (serie 2000) (ed. giapponese), Felice Invernici (serie 2000), Davide Albano (Yu-Gi-Oh!: The Dark Side of Dimensions), Mattia Fabiano (da bambino, Yu-Gi-Oh!: The Dark Side of Dimensions) (ed. italiana)

### Mai Kujaku
Mai Kujaku (孔雀 舞?, Kujaku Mai), chiamata Mai Valentine nella versione internazionale, è una duellante incontrata nel Regno dei Duellanti, che diventerà poi amica di Jonouchi e Yugi. Caratterizzata da una grande bellezza e da un corpo formoso, Mai si mostra inizialmente molto arrogante, vanitosa e sicura di sé, a tratti capricciosa e infantile, divertendosi a costringere a fare ciò che vuole agli uomini che rimangono ammaliati da lei. Inizialmente finge di essere una veggente, lasciando sbalorditi i suoi avversari con il suo modo di giocare le carte senza vederle e prevedendo quali sono esattamente. Ma in effetti è solo un trucco, poiché le carte sono spruzzate con diversi profumi che la ragazza sa riconoscere con esattezza. In realtà Mai è terrorizzata dall'idea di rimanere sola e, per non soffrire, si autoconvince di non avere bisogno di nessuno, ricordandosi di essere sempre stata in grado di andare avanti pur essendo rimasta orfana in tenera età; pian piano, nonostante gli screzi iniziali, comincia a fidarsi di Jonouchi, fino a sviluppare con lui un legame molto forte.
Nella prima stagione è tra i duellanti che partecipano alle semifinali del Duelist Kingdom insieme a Bandit Keith, Jonouchi e Yugi: Mai si scontra proprio contro quest'ultimo e riesce per gran parte del duello a tenerlo alle corde, salvo poi arrendersi nel finale per evitare che il suo avversario desse il colpo di grazia ai suoi mostri. In seguito regala a Jonouchi una delle carte necessarie per partecipare al duello, la Mano del Re (poiché Bandit Keith gliel'aveva scorrettamente rubata). Nella serie del Battle City arriva fino ai quarti di finale dove però deve vedersela con Malik in persona; nonostante all'inizio sembri dominare il duello, Malik la sconfigge facendo leva sulla sua paura di restare sola. Dopo la sua sconfitta, Mai viene sottoposta da Malik a un Gioco delle Ombre. Viene poi però salvata da Yugi dopo la sconfitta definitiva di Malik.
Della sua paura di rimanere sola ne approfitta anche Dartz che, facendo leva sulla sua solitudine, la convince a schierarsi dalla sua parte. In questo periodo, Mai si avvicina a Valon, pur rifiutandone la corte. Quando, tuttavia, vede Jonouchi sacrificarsi per lei (arrendendosi durante il loro duello per la troppa stanchezza) rinsavisce e si ribella a Dartz. La sua ribellione però dura poco perché viene immediatamente sconfitta da Raphael, perdendo la sua anima, che le viene restituita solo dopo la sconfitta di Leviatan. Alla fine della stessa serie viene vista duellare assieme a Vivian Wong contro i fratelli Mei e Kyū sulla Grande muraglia cinese (solo nella versione originale). Nella serie del Grand Championship si vede Mai apparire solo per pochi istanti in mezzo a una folla che assiste al duello tra Yugi e Leon Wilson in televisione. Mai compare anche molto brevemente in Yu-Gi-Oh! - Il film, tra la folla di duellanti che assiste invidiosa ai trionfi di Yugi dopo il Battle City. Di quasi una decina d'anni più grande dei protagonisti, Mai riesce comunque a trovarsi bene con loro grazie al suo carattere molto estroverso; oltre al particolare rapporto con Jonouchi, Mai diventa amica anche di Shizuka e Yugi. È totalmente all'oscuro della vicenda degli Oggetti del Millennio e del Faraone Senza Nome, ma non si pone troppe domande al riguardo, accettando ciò che vede.
Il suo deck è composto principalmente da creature raffiguranti donne guerriere o donne alate, tra cui Lady Arpia (Harpie Lady), Sorelle Arpie, Cyber Arpia e i mostri Amazzoness. Un altro mostro degno di nota è il Draghetto delle Arpie. Quando Mai passa dalla parte di Dartz, il suo deck viene potenziato con l'acquisizione di due nuove carte: la magia Lady Arpia Formazione Fenice e la trappola Lady Arpia Formazione Sparviero.
Il nome originale significa, in giapponese, «danza del pavone». Nel doppiaggio, è stato modificato per risultare un gioco di parole dell'inglese «My Valentine».
Viene anche menzionata nella versione occidentale della serie GX, precisamente nell'episodio 40.
Doppiata da: Haruhi Terada (ed. giapponese), Sonia Mazza (ed. italiana)

### Ryūji Otogi
Ryūji Otogi (御伽 龍児?, Otogi Ryūji), chiamato Duke Devlin nella versione internazionale, è inizialmente uno degli rivali di Yugi per poi divenire uno dei suoi amici. Trasferitosi a Domino dopo il torneo del Regno dei Duellanti, si fa subito apprezzare dalle sue compagne di scuola per i suoi trucchi con i dadi, mentre scatena l'irritazione di Sugoroku nell'aprire un negozio di giochi vicino al suo, ben più grande e lussuoso del Turtle Games. La sua storia è nettamente differente tra manga e anime.
Nel manga, Otogi e suo padre, Mr.Clown, gestiscono un negozio di giochi, il "Black Clown", al quale invitano Yugi, Jonouchi, Honda e Anzu; trattenuto Yugi con un inganno, padre e figlio gli rubano il Puzzle del Millennio e gli rivelano di volersi vendicare su di lui: anni prima, Mr.Clown si giocò la proprietà del Puzzle con Sugoroku, in un gioco demoniaco in cui il perdente avrebbe perso un determinato numero di anni di vita; Mr.Clown, uscito sconfitto, ha perso cinquant'anni di vita in pochi istanti oltre a essere completamente sfigurato in volto (il che spiega perché indossi un costume da clown con una maschera). Così, Mr.Clown vuole vendicarsi di Sugoroku colpendo suo nipote e servendosi di suo figlio: è così che Otogi sfida Yugi a una partita di Dungeon Dice Monsters, un gioco simile al Duel Monsters in cui è compreso l'utilizzo di particolari dadi. Nonostante Yugi non conosca affatto tale gioco, grazie anche all'intervento di Bakura, riesce a sconfiggere Otogi. Mr. Clown, impazzito, afferma di avere messo al mondo suo figlio solo per la vendetta, cosa che ferisce molto Otogi; in preda alla follia, poi, rompe in mille pezzi il puzzle e, trascinato Yugi con la forza in una stanza segreta, cerca di costringerlo a giocare allo stesso gioco demoniaco fatto con Sugoroku tempo addietro ma, quando cerca di ricostruire il puzzle, il Black Clown prende fuoco e, sebbene la delusione avuta da suo padre, Otogi decide di salvarlo dalle fiamme mentre Yugi viene salvato da Jonouchi e Honda, dopo avere ricostruito in extremis il puzzle.
Nell'anime, Mr. Clown non appare e la storia di Otogi è stata divisa tra lui (per la partita a Dice Monsters), Rebecca (desiderosa di vendicare il nonno per un presunto torto fattogli da Sugoroku) e Bandit Keith controllato da Malik (che, nei primi due episodi della seconda serie, ruba il Puzzle a Yugi per poi farlo a pezzi e costringere il ragazzo a ricomporlo in un edificio in fiamme, scena che nel manga è, invece, ambientata nel Black Clown). Nella versione animata lo scontro a Dice Monsters tra Otogi e Yugi avviene per ridare dignità a Jonouchi, costretto da Otogi a travestirsi da cane dopo avere perso contro di lui a Duel Monsters; in caso di sconfitta, Yugi deve rinunciare al Duel Monsters. Poco dopo, si scopre che il vero motivo per cui Otogi voleva sfidare Yugi era vendicarsi per la sua vittoria nel Regno dei Duellanti: Otogi aveva presentato il progetto del Dice Monsters, da lui inventato, a Pegasus, per poterlo mettere in commercio; tuttavia, la vittoria di Yugi e il successivo ritiro del creatore del Duel Monsters avevano fatto svanire ogni possibilità di investire su quel gioco. Anche in questo caso, nonostante Yugi non conosca il Dice Monsters, riesce a sconfiggere Otogi - inoltre, nell'anime è stato omesso l'intervento di Bakura, che negli episodi dedicati al Dice Monsters non appare affatto, come neppure Ryō. Da quel momento Otogi si unisce al gruppo, ritrovandosi spesso insieme a Honda, suo rivale in amore, data la cotta di entrambi per Shizuka. Alla fine partecipa come spettatore alla Battaglia Cerimoniale tra Yugi e Atem.
Otogi non duella quasi mai, se non nella saga filler del Mondo Virtuale, dove usa le sue carte per creare un campo di Dice Monsters e nella serie del Risveglio dei Draghi. Nelle poche occasioni usa un deck composto da carte relative ai dadi; la carta più forte del suo deck è Orgot l'Implacabile.
Doppiato da: Ryō Naitō (serie 2000) (ed. giapponese), Gianluca Iacono (serie 2000), Stefano Broccoletti (Yu-Gi-Oh!: The Dark Side of Dimensions) (ed. italiana)

### Shizuka Kawai
Shizuka Kawai (川井 静香?, Kawai Shizuka), chiamata Serenity Wheeler nella versione internazionale, è la sorella minore di Jonouchi. Divisa dal fratello a causa della separazione dei loro genitori, Shizuka è stata affidata a sua madre e ha preso il suo cognome. Nella prima serie invia una sua registrazione a suo fratello in cui gli rivela che la malattia che da tempo ha agli occhi la farà diventare cieca, a meno che lei non venga sottoposta a un'operazione molto costosa, operazione che avverrà nella seconda serie grazie al premio in denaro ottenuto da Jonouchi nel torneo del Regno dei Duellanti. Dopo l'operazione, Shizuka trascorre molto tempo con Honda, che le descrive i duelli di suo fratello nel Battle City. Una volta dimessa, Shizuka decide di raggiungere Jonouchi, ma le bende che porta agli occhi le impediscono di essere indipendente; Honda, Otogi e Mai la aiutano a raggiungere suo fratello, seminando i Ghouls di Malik che li avevano attaccati. Raggiunto Jonouchi, Shizuka si toglie le bende e la prima cosa che vede è suo fratello che si getta in mare per salvare Yugi; ed è poi Shizuka che, a sua volta, si tuffa per salvare il fratello. Da quel momento rimane insieme al gruppo, assistendo ai duelli e, in seguito, vegliando su una Mai in coma. Non è una duellante e quando, nel Mondo Virtuale, sarà obbligata a duellare, dovrà farsi aiutare da Honda e Otogi, non riuscendo neppure a riconoscere le carte e demoralizzandosi nel rendersene conto. Riesce tuttavia a sconfiggere Soichiro Ota dei Big 5 assieme a Otogi, nonostante la sconfitta di Honda. Shizuka ha un carattere molto dolce, sensibile e ingenuo e adora suo fratello. Diventa poi amica di Mai e Anzu. Compare anche in un episodio della Stagione Zero, in ospedale poiché è malata. Compare tuttavia con i capelli rosa, mentre il colore originale dei suoi capelli è marrone chiaro.
Doppiata da: Michiko Neya (serie 1998), Mika Sakenobe (serie 2000) (ed. giapponese), Giovanna Papandrea (ep. 3-95, serie 2000), Elisabetta Spinelli (ep. 99-144, serie 2000) (ed. italiana)

## Personaggi secondari

### Sugoroku Mutō
Sugoroku Mutō (武藤 双六?, Mutō Sugoroku), chiamato Solomon Muto nella versione internazionale, è il nonno di Yugi e proprietario del negozio di giochi "Turtle Games", sopra al quale vive in un appartamento con il nipote e la nuora. Da giovane è stato un grande giocatore d'azzardo, sempre alla ricerca di una sfida in qualsiasi gioco. Desideroso di fronteggiarsi con il leggendario "Gioco delle Ombre" (Yami no game), si fa accompagnare da due guide locali nella tomba di un antico Faraone il cui nome è andato perduto, dove si rende conto, inoltre, di sapere leggere le scritte in egiziano antico; una volta lì, però, scopre che la tomba è piena di trappole mortali a cui nessuno è sopravvissuto e in cui anche le due guide, rivelatesi intenzionate a prendere il tesoro lì nascosto, perdono la vita. Spinto da una delle guide e rimasto appeso a una passerella sospesa, Muto viene salvato da uno spirito che, in seguito, riconoscerà come l'anima del Faraone Senza Nome che abita il Puzzle del Millennio, da lui trafugato proprio dalla tomba e donato a suo nipote Yugi. Nel manga, per la proprietà del Puzzle del Millennio, inoltre, fu sfidato da Mr. Clown, padre di Ryuji Otogi, a un gioco demoniaco in cui lo sconfitto avrebbe perso un certo numero di anni di vita; il vincitore risultò Sugoroku, mentre Mr. Clown perse cinquant'anni di vita e rimase sfigurato in volto. Amico di Arthur Hopkins, riceve da lui la carta del Drago Bianco Occhi Blu, che tiene come tesoro affettivo, vedendosela però strappare davanti agli occhi da Seto Kaiba dopo essere stato costretto a duellare con lui, perdendo. Nella prima serie la sua anima viene rapita e tenuta come ostaggio da Pegasus, per fare sì che Yugi partecipi al torneo del Regno dei Duellanti; sconfitto Pegasus, Sugoroku torna in possesso della propria anima. In seguito offre consigli a suo nipote e ai suoi amici; nella saga del Grand Championship, decide di partecipare travestendosi e presentandosi con il nome di Mask The Rock (Onnon Otum nel doppiaggio italiano, rifacendosi all'inglese Apdnarg Otum). Con un deck di creature antiche, si scontra con Jonouchi, venendo da lui sconfitto. Sempre nel Grand Championship, viene avvicinato da Vivian, attratta da suo nipote. Alla fine partecipa come spettatore alla Battaglia Cerimoniale tra Yugi e Atem. Appare inoltre negli episodi 75, 76 e 77 della serie GX quando Jaden Yuki e i suoi amici vengono a fare visita alla città di Domino, venendo poi coinvolto in un piano preparato da Sabrina per mettere in difficoltà Jaden.
Doppiato da: Takeshi Aono (serie 1998), Tadashi Miyazawa (serie 2000) (ed. giapponese), Enrico Bertorelli (serie 2000), Silvio Anselmo (Yu-Gi-Oh!: The Dark Side of Dimensions) (ed. italiana)

### Shadi
Shadi (シャーディー?, Shādī) è il custode dei sette Oggetti del Millennio. Shadi, in realtà, è uno spirito, l'anima del Sacerdote Shada, morto nella battaglia contro Zork. Possessore della Chiave del Millennio, con cui sonda le anime, e della Bilancia del Millennio, con la quale decreta il destino di una persona, anche se viene usata solo una volta nell'anime regolare (usata molto di più invece nel manga e nella Stagione Zero). È lui ad affidare l'Occhio del Millennio a Pegasus. Appare diverse volte, annunciando eventi futuri, come nel caso degli Ishtar, o fornendo spiegazioni, come la verità sulla nascita del Duel Monsters, creato da Pegasus dopo avere visto dei mostri incisi su delle lastre di pietra in Egitto; dal volto impassibile, mostra raramente qualsiasi tipo di emozione. Nell'anime è lui a permettere a Yugi, Jonouchi, Honda e Anzu di entrare nel mondo della memoria; in seguito si rivela essere Hassan. Con la distruzione definitiva degli Oggetti del Millennio la sua anima può riposare in pace.
Doppiato da: Kaneto Shiozawa (serie 1998), Nozomu Sasaki (serie 2000) (ed. giapponese), Diego Sabre (serie 2000), Mauro Gravina (Yu-Gi-Oh!: The Dark Side of Dimensions), Chiara Fabiano (da bambino, Yu-Gi-Oh!: The Dark Side of Dimensions) (ed. italiana)

### Rebecca Hopkins
Rebecca Hopkins (レベッカ・ホプキンス?, Rebekka Hopukinsu), chiamata Rebecca Hawkins nella versione internazionale, è una bambina americana che, nella prima serie, sfida Yugi per riconquistare la carta del Drago Bianco Occhi Blu di Sugoroku, sostenendo che essa appartiene a suo nonno, Arthur Hopkins, e che Sugoroku l'ha rubata. Nonostante sia molto piccola, è la campionessa regionale negli Stati Uniti. Alla fine, però, scopre che è stato suo nonno a donare spontaneamente la sua carta a Sugoroku e che anche Yugi, come fece suo nonno anni prima, perse apposta il duello. Inoltre, alla fine del duello, come segno di amicizia, Yugi le regala una carta donatagli da Pegasus alla fine del torneo del Regno dei Duellanti, i Legami dell'Amicizia. Grazie a questo fatto, Rebecca s'innamora di Yugi, contendendoselo, nella serie del Grand Championship, con Vivian. In tale serie, Rebecca è tra i duellanti semifinalisti dopo avere sconfitto Vivian negli ottavi e Ape l'Uomo Scimmia nei quarti. La sua avventura, però, si conclude con la sconfitta nella semifinale a opera di Leon Wilson. Personaggio filler, ha un ruolo attivo solo nelle serie del Risveglio dei Draghi e Grand Championship, anch'esse filler; la sua storia, difatti, è stata parzialmente tratta da quella che Duke ha nel manga. Dopo il ritorno di Zork comincia a uscire con Yugi cercando di proteggerlo dai duellanti posseduti da Zork arrivando persino a sfidarne uno per aiutare Yugi riuscendo, anche se con difficoltà, a vincere. Durante lo scontro finale tra Zork e Atem lo incita a vincere per sconfiggere l'oscurità. Dopo la sconfitta di Zork perdonerà Atem per avere lasciato da solo Yugi. Dal carattere infantile, dovuto alla sua giovanissima età, e un po' altezzoso, Rebecca si presenta con i codini e con un orsacchiotto di peluche, per poi, nella serie del Risveglio dei Draghi, lasciare l'orsacchiotto, tenere i capelli sciolti e portare gli occhiali; nella serie del Grand Championship, ha sia i codini che gli occhiali.
Il suo deck iniziale è composto da carte miste, in particolare Demone Fantasma, Soldato Cannone, Scudo del Millennio, Sangan e Strega della Foresta Nera. Il suo secondo deck, invece, è composto da draghi (come Drago Avido, Drago Avido #2, Drago Testa di Diamante e Drago Rubino) e da carte basate sull'aumento dei Life Points o sull'infliggere danno (sempre all'aumento dei Life Points).
Doppiata da: Kaori Tagami (ed. giapponese), Tosawi Piovani (ed. italiana)

### Arthur Hopkins
Arthur Hopkins (アーサー・ホプキンス?, Āsā Hopukinsu), chiamato Arthur Hawkins nella versione internazionale, è il nonno di Rebecca. Archeologo e amico di Sugoroku, regalò a quest'ultimo il suo Drago Bianco Occhi Blu in segno di riconoscenza quando, entrambi rimasti sepolti nel crollo di una vecchia tomba egizia, Sugoroku perse apposta per fare sì che fosse Arthur a bere l'unico sorso d'acqua rimasto nella borraccia, premio in palio per il vincitore. Arthur appare nella prima serie, alla fine del duello tra Rebecca e Yugi, per rivelarle che Sugoroku non aveva mai rubato la sua carta e che, anzi, era stato lui stesso a donargliela; riappare nella serie del Risveglio dei Draghi insieme a sua nipote, come fornitore di informazioni riguardanti Atlantide e il Sigillo di Orichalcos.
Doppiato da: Saburo Kodaka (ed. giapponese), Oliviero Corbetta (ed. italiana)

### Giovane Maga Nera
La Giovane Maga Nera (ブラマジガール?, Buramaji Gāru), conosciuta come Black Magician Girl in Giappone e chiamata Ragazza Maga Nera nell'edizione italiana del gioco di carte, è una creatura del Duel Monsters, nonché tra le carte più popolari del deck di Yugi Mutō. Nell'antico Egitto, era il Ka di Mana, la migliore amica del Faraone. Ha 2000 punti di attacco e 1700 di difesa. Nell'antico Egitto, la Giovane Maga Nera ha la carnagione scura, nel manga; nel medesimo arco temporale, è vista con un incarnato chiaro, nell'anime. Bianca è la pelle nel resto della serie cartacea e nell'intera versione televisiva. La Giovane Maga Nera somiglia molto a Mana; ha i capelli biondi e gli occhi verdi, mentre la seconda mostra una chioma castana, le iridi blu e la carnagione scura. La Giovane Maga Nera compare per la prima volta nel duello tra Yugi ed il perfido Arkana, nella Città dei Duelli. Sul dirigibile della Kaiba Corporation, dove si svolgono le fasi ultime del torneo della Città dei Duelli, Yugi evoca la Giovane Maga Nera nei quarti di finale. Nel mondo virtuale, Anzu Mazaki, per il suo combattimento contro Cramp (membro dei Big 5), sceglie la Giovane Maga Nera quale il proprio Deck Master. Grazie all'abilità della creatura, quest'ultima può comunicare telepaticamente con la propria duellante. La Giovane Maga Nera scende in campo per la finale del torneo della Città del Duelli, contribuendo alla vittoria di Yugi ed alla salvezza del mondo.
Successivamente le creature di Duel Monsters invadono la città e La Giovane Maga Nera chiede aiuto al Faraone in quanto il Grande Leviatan sta per risvegliarsi e minaccia sia il mondo degli umani che quello dei mostri. Il Faraone gioca la Giovane Maga Nera nell'ultimo duello contro Rafael. Nel duello finale, il Faraone si affida alla Giovane Maga Nera per ottenere la vittoria; è lui a trionfare. Ad Atlantide, la ragazza esorta le altre creature del Duel Monsters ad unire le forze con quelle degli eroi leggendari per sconfiggere il Grande Leviatan. Sventata la minaccia, si congeda dal Faraone e Yugi, ricordando loro che, se avranno bisogno di lei, la troveranno nel loro deck, come sempre. Yugi evoca la Giovane Maga Nera nel duello che, in qualità di Re dei Giochi, sostiene al termine del Grande Torneo della Kaiba Corporation. Nel mondo dei ricordi del Faraone, Yugi conosce Mana, migliore amica del sovrano egizio ed apprendista maga. Le esprime la somiglianza tra lei e la Giovane Maga Nera, e la ragazza sceglie che si farà conoscere con il nome della creatura citata. Mana riesce ad evocare la Giovane Maga Nera in aiuto del Faraone. La Giovane Maga Nera viene chiamata a combattere da Mana nella battaglia finale contro Zork l'Oscuro. Distrutta dal temibile nemico, lascia al Faraone il compito di sconfiggerlo. Comparsa anche in Yu-Gi-Oh! GX e Yu-Gi-Oh! Zexal, è una carta del popolare gioco di Yu-Gi-Oh!, ispirato alla serie televisiva.
Doppiata da: Yuki Nakao (ed. giapponese), Sonia Mazza (ep. 98-121), Emanuela Pacotto (ep. 145-184)

## Regno dei Duellanti

### Pegasus J. Crawford
Pegasus J. Crawford (ペガサス・ジェイ・クロフォード?, Pegasasu Jei Kurofōdo), chiamato Maximillion Pegasus nella versione internazionale, o Maximillian Pegasus nel cartone animato, è un signore elegante e raffinato, presidente dell'industria I2 (Industrial Illusions), nonché creatore del gioco di Magic & Wizards (Duel Monsters nella versione occidentale dell'anime). È un miliardario statunitense di ventiquattro anni molto eccentrico, bizzarro e a tratti quasi infantile ma, nonostante l'aspetto gentile ed educato, nasconde un lato oscuro. È infatti posseduto dal misterioso Occhio del Millennio, che gli consente di leggere nel pensiero delle persone, rendendolo un fortissimo duellante. Nell'episodio 2, venuto a conoscenza della vittoria di Yugi su Kaiba, decide di sfidarlo mandandogli una videocassetta a casa e affrontandolo in un duello particolare: se Yugi non fosse riuscito a sconfiggere Pegasus in quindici minuti avrebbe perso. Grazie al suo Occhio, Pegasus sconfigge Yugi e ruba l'anima di suo nonno Sugoroku Muto. Organizza in seguito il torneo del Regno dei Duellanti per riuscire a conquistare i sette Oggetti del Millennio; per fare questo, ruba le anime di Mokuba e Sugoroku Muto per convincere Yugi e Kaiba a partecipare al torneo. Sfida proprio quest'ultimo in un duello che avrebbe valso la liberazione di Mokuba (in caso di vittoria di Seto), vincendo e prendendo la sua anima (episodi 26-27). Sebbene sembri avere il deck più forte del mondo, viene tuttavia sfidato e sconfitto da Yugi, che libera le tre anime di Mokuba, Kaiba e Sugoroku (episodi 35-36-37-38-39). In passato era innamorato di una giovane fanciulla, Cecilia (Cynthia in originale), che però morì in circostanze misteriose. Proprio per questo motivo Pegasus organizza il torneo del Regno dei Duellanti: con la magia dei sette oggetti del Millennio avrebbe riportato in vita la sua amata.
Il suo destino cambia tra anime e manga. Nell'anime Pegasus compare normalmente, mentre nel manga viene ucciso da Bakura e privato del suo Occhio del Millennio. Nella serie del Risveglio dei Draghi, Pegasus verrà affrontato da Mai dove perderà non solo il duello ma anche la sua anima (episodio 151). Riapparirà nel duello finale di Yugi e Kaiba contro Dartz come anima perduta, imprigionata in uno dei cavalieri di Dartz (episodio 178); la sua anima viene liberata con la sconfitta di Leviathan (episodio 184).
Possiede un deck composto principalmente da mostri Toon (ovvero versioni a cartone animato di alcuni mostri) come Drago Toon Occhi Blu, Teschio Evocato Toon, Giovane Maga Nera Toon, Stregone Mascherato Toon, Elfi Gemelli Toon, Sirena Toon e Manga Ryu Ran, oltre che dai potentissimi Abbandono e Limite dei 1000 Occhi (ovvero la fusione tra Abbandono e Idolo dai 1000 Occhi).
Farà spesso numerose comparse anche nella serie GX. In essa assumerà Chumley Huffington come disegnatore della sua industria e duellerà contro il professor Vellian Crowler e Jean-Louis Bonaparte, sconfiggendoli (episodio 92): da notare che in quest'occasione utilizza una versione Toon di Golem Ingranaggio-Antico (il mostro preferito di Crowler) e una carta magia terreno chiamata Regno Toon. Grazie a lui, inoltre, Jesse Andersen conquisterà la carta leggendaria del Drago Arcobaleno.
Doppiato da: Jiro Jay Takasugi (ed. giapponese), Claudio Moneta (ed. italiana)

## Battle City

### Malik Ishtar / Yami Malik
Malik Ishtar (マリク・イシュタール?, Mariku Ishutāru), chiamato Marik Ishtar nell'edizione internazionale, è un altro antagonista della serie, che fa la sua comparsa nella serie del Battle City. Possiede la Barra del Millennio, e il suo scopo è uccidere il Faraone per vendicare la morte di suo padre. È infatti figlio degli antichi custodi che vegliano sulla tomba del faraone da una vita. Forse per questo motivo, spinto dall'odio e dalla rabbia, ha permesso alla sua parte malvagia di prendere il sopravvento. È inoltre il capo dei Ghouls (Rare Hunters nella versione internazionale, ovvero cacciatori di carte). Per fermare Yugi manderà numerosi avversari a contrastarlo tra cui Bandit Keith e lo stesso Jonouchi (sotto il dominio della Barra del Millennio). Arriverà in finale contro Yugi, dove perderà e tornerà il ragazzo gentile di un tempo: Malik infatti riesce a cacciare per sempre la sua parte malvagia, ritornando sé stesso, arrendendosi (essendogli rimasto un solo Life Point a causa del potere speciale del Drago Alato di Ra). Nella serie del Risveglio dei Draghi, nell'episodio 163, Yami Malik riappare sotto forma di anima "perduta" quando Yami Yugi attraversa il cerchio delle anime perdute. Alla fine partecipa come spettatore alla Battaglia Cerimoniale tra Yugi e Atem. In arabo, malik nome (in arabo مالك‎?, malik) significa "proprietario" o "detentore", Malik titolo (in arabo ملك‎?, Malik) equivale invece al nostro Re. I giapponesi leggono in egual maniera la r e la l; l'adattamento della 4Kids è stato scelto di usare la prima delle due lettere per il nome del personaggio. Nella mitologia babilonese, Ištar (o Ishtar) è la mesopotamica dea dell'amore, della fertilità e dell'erotismo, anche della guerra; il suo culto fu diffuso nell'antico Egitto.
Possiede un deck misto composto principalmente da creature oscure come Gilgarth, Drillago, Demone Leggendario, Golem di Lava, Gelatina Rianimata (chiamata nell'anime Carta del Ritorno), Juragedo, Sanguisuga Vampiro, Bowganian e Granadora (chiamata Lucertola Coda di Rondine nell'anime). Possiede inoltre ben due Divinità Egizie, Slifer Drago del Cielo (perso poi in duello con Yugi) e il Drago Alato di Ra (che perderà poi in finale sempre contro Yugi).
Doppiato da: Tetsuya Iwanaga (serie 2000), Akiko Kimura (da bambino, serie 2000) (ed. giapponese), Patrizio Prata (serie 2000) (ed. italiana)

### Isis Ishtar
Isis Ishtar (イシズ・イシュタール?, Ishizu Ishutāru) , chiamata Ishizu Ishtar nella versione internazionale, è la sorella maggiore di Malik custode della Collana del Millennio. Fu lei, inconsapevolmente, a causare la liberazione del lato oscuro di Malik, portandolo per una volta nel mondo esterno e per ciò si assunse il grande fardello di salvarlo. Fece affidamento su Rishid affinché contenesse quella parte del fratello, quindi aiutò Pegasus a nascondere le tre carte delle Divinità Egizie, anche se Malik riuscì a recuperare il Drago Alato di Ra e Slifer, Drago del Cielo. Tuttavia Isis riuscì a salvare la carta Obelisco del Tiranno per poi regalarla a Seto. Partecipò e arrivò facilmente ai quarti di finale del torneo Battle City di Kaiba, affrontando proprio quest'ultimo per ottenere nuovamente Obelisco e salvare il fratello, ma la forza del destino che legava Seto al Faraone fece sì che la sua premonizione non si avverasse e fu sconfitta. Affidò quindi la collana al Faraone, comprendendo che solo lui poteva salvare il fratello.
Nella saga finale accompagnerà Yugi e i suoi amici nel luogo ove si trovano le due pietre incise sul passato del faraone e che gli faranno accedere al mondo delle sue memorie, quindi li condurranno al luogo dell'ultimo duello del Faraone, che affronterà lo stesso Yugi. Lei è la reincarnazione di Isis e, quando Atem giocherà il Mago Nero nel duello finale avrà un senso di familiarità con esso, in quanto in esso rivive l'anima di Mahad. Il suo deck è composto da creature antiche, tra cui Mudora, Keldo, Kelbek, Agido e Zolga; la sua strategia vincente si basa sulla carta trappola Scambio dello Spirito. Il suo cognome deriva dalla dea Ishtar, la quale rappresenta l'amore, la fertilità e l'erotismo e la guerra.
Doppiata da: Sumi Shimamoto (ed. giapponese), Donatella Fanfani (ed. italiana)

### Rishid Ishtar
Rishid Ishtar (リシド・イシュタール?, Rishido Ishutāru), chiamato Odion Ishtar nella versione internazionale, è il figlio adottivo della famiglia Ishtar, che mancavano di un erede maschio, viene trovato dalla madre di Isis e Malik quando era un neonato e allevato a diventare guardiano della tomba e succedere al padre, fino alla nascita di Malik, da allora il suo compito sarà prendersi cura di lui. Durante il Battle City si iscrive al torneo facendo credere di essere Malik; arriva ai quarti di finale dove però deve vedersela con Jonouchi. Rishid domina letteralmente il duello ma alla fine viene costretto dal vero Malik a utilizzare la carta del Drago Alato di Ra al fine di annullare i sospetti di Jonouchi sulla vera identità di Rishid. Poiché la carta era un falso, entrambi i duellanti vengono colpiti da un fulmine per poi svenire; dei due si alza per primo Jonouchi, che viene dichiarato vincitore. Molto legato a Malik, sarà proprio lui a trattenere le tenebre del fratello adottivo e impedire che impazzisca, ma ogni qualvolta la sua tutela venga meno il lato oscuro di Malik emerge, ciò succede sia quando il padre lo tortura per scoprire la fuga di Malik e Isis (e da allora Rishid seguirà Malik nelle sue ambizioni e nella creazione dei Ghouls allo scopo di proteggerlo da sé stesso), sia dopo la sconfitta subita contro Jonouchi, che lo manda in coma; ciò libera del tutto il lato oscuro di Malik, che tenterà più volte di eliminare Rishid per impedire che possa ostacolarlo, ma verrà sempre fermato. grazie alle invocazioni del lato buono di Malik e di risvegliarsi, quindi aiuterà quest'ultimo a combattere il lato oscuro durante il duello finale contro il Faraone. Alla fine partecipa come spettatore alla Battaglia Cerimoniale tra Yugi e Atem.
Il suo deck e composto solo da trappole (incluse carte mostro-trappola come Incarnazione di Apophis), da un mostro e un magia, il Tempio dei Re. Il suo mostro più potente è la Bestia Mistica di Serket, usata in combinazione con il Tempio dei Re.
Doppiato da: Konta (serie 2000) (ed. giapponese), ? (ep. 65, serie 2000), Alberto Sette (serie 2000, anche da ragazzo nell'episodio 140), Davide Garbolino (da bambino e da ragazzo, episodi 88 e 95 serie 2000) (ed. italiana)

## Mondo Virtuale

### Noah Kaiba
Noah Kaiba (海馬 乃亜?, Kaiba Noa) è il figlio naturale di Gozaburo Kaiba, venne cresciuto da lusso e vizi dai genitori finché un incidente mortale lo coinvolse, ma con l'uso delle sue immense risorse il padre riuscì a salvarne la mente, digitalizzandola in un super computer. Grazie a ciò Noah ottenne un enorme sapere e sviluppò grandi progetti che però il padre non prese in considerazione, preferendo trovare un erede fisico per il suo impero, come Seto. Di aspetto somiglia molto al suo fratellastro, salvo avere i capelli verde acqua: da notare che lo stesso Seto, nella Stagione Zero, ha i capelli verde chiaro e veste un abbigliamento simile a quello di Noah. Durante la trasvolata del dirigibile Kaiba verso la Torre Kaiba per la finale del Battle City, Noah dirotta il mezzo e obbliga Seto, Mokuba, Yugi, Jonouchi, sua sorella Shizuka, Anzu, Honda e Otogi ad affrontare i Big Five nel mondo virtuale in una versione modificata del Duel Monster (con il sistema del Deck Master), in caso di vittoria su questi ultimi, essi avranno i corpi dei duellanti sconfitti per tornare nel mondo reale. Tuttavia, dopo le varie sconfitte e gli atteggiamenti scorretti, Noah si sbarazzerà di loro, ipnotizzerà Mokuba per farselo alleato e duellerà con il fratellastro Seto, per dimostrare di essere unico vero erede di Gozaburo e vero padrone della Kaiba Corp.
Durante un difficile duello Noah racconterà la sua storia e pretenderà di riavere da Seto ciò che gli ha rubato e, grazie a Mokuba sotto il suo controllo, metterà alle strette il fratellastro, ma infine questi usando il suo Drago Bianco Occhi Blu risveglierà Mokuba e obbligherà Noah a un confronto finale tra il suo drago e l'Arca di Shinato (il suo mostro Deck Master) tramite la carta trappola Ultimo Turno. Ma alla distruzione della carta si rivelerà che il vero Deck Master di Noah è in realtà Shinato, Re di Livello Superiore, una creatura troppo potente per il Drago Bianco Occhi Blu che viene quindi facilmente annientato. Kaiba rimane con pochissimi Life Points e Noah pietrificherà i due fratelli a pochi centimetri l'uno dall'altro, per impedire per sempre che possano riunirsi. Yugi, furioso, prenderà il posto nel duello di Seto, mantenendo i suoi scarsi life Points (400) e unendo il suo deck con quello dell'amico-rivale. Riuscirà a obbligare Noah a fare a meno del Deck Master, ma nonostante tutto lo svantaggio e le abilità del ragazzo lasceranno a terra Yugi, che solo con la forza dell'amicizia riuscirà a pescare le sei carte (tramite Carta di Santità) che lo porteranno alla vittoria evocando proprio i tre Draghi Bianchi Occhi Blu. Sconfitto Noah si rivelerà il padre di quest'ultimo, che ha sfruttato il figlio per realizzare i suoi scopi e bloccare Seto nel mondo digitale, mentre lui potrà distruggere il mondo (mentre nella versione censurata occidentale il suo scopo sarà limitato a digitalizzare le menti di tutti gli umani per governarli). Noah fingerà di aiutare gli altri a scappare, ma in realtà li lascerà nel mondo virtuale, mentre preso possesso del corpo di Mokuba proverà a fuggire, dopo avere indirizzato i missili dell'ultimo satellite armato della vecchia Kaiba Corp per distruggere la base sottomarina del padre. Ma i ricordi delle parole di Mokuba lo convinceranno a tornare sui suoi passi e salvare tutti, mentre lui stesso si sacrificherà per bloccare il padre dall'attaccare Seto e Yugi.
Noah usa due Deck differenti durante i suoi duelli con Seto e Yugi: il primo racconta la storia della Terra e della sua evoluzione dalla preistoria all'epoca moderna (sebbene nella versione giapponese sia riferito alla creazione biblica; che in aggiunta al suo nome e al suo primo Deck Master sono riferimento a un altro personaggio ed episodio biblico, cioè Noè e il Diluvio Universale), mentre il secondo è incentrato sull'uso dei mostri Spirit, capaci di tornare nella mano del proprietario alla fine del turno. Combinando tale potere a quello della carta magia continua Primavera di Rinascita, Noah sarà il primo duellante a superare i 9999 Life Points nell'anime.
Noah è, insieme ai Big Five, il creatore del sistema di duello a "Deck Master" in cui è possibile scegliere un proprio mostro che starà al fianco del duellante per tutto il duello, dotato di poteri speciali (se ne ha già resteranno quelli, se non ne sarà saranno aggiunti in automatico) utilizzabili nel duello, anche se tale mostro non sarà presente fisicamente sul campo di gioco fin che non lo ordinerà il proprietario, nel caso si attui questa scelta e il deck master viene distrutto, si perde automaticamente il duello anche se si hanno ancora dei Life Points. Il primo deck master di Noah è la carta magia rituale Arca di Shinato, i cui poteri speciali consentono di recuperare tutti i mostri presenti nel cimitero proprio e dell'avversario per tutto il duello, di sacrificarli per aumentare i propri Life Points o di usarli sul proprio terreno come mostri. Il secondo è Shinato, Re di Livello Superiore.
Il personaggio di Noah è stato creato esclusivamente per la serie animata; infatti, non appare nel manga. Il suo aspetto ricorda quello di Seto Kaiba nella prima serie.
Doppiato da: Chisa Yokoyama (ed. giapponese), Luca Sandri (ed. italiana)

### Gozaburo Kaiba
Gozaburo Kaiba (海馬 剛三郎?, Kaiba Gōzaburō) è il patrigno di Seto e Mokuba, era il presidente della Kaiba Corp., potente industria militare nel mondo dell'anime. Dopo che il suo figlio naturale, Noah, perderà il corpo per un incidente, ne digitalizzerà il cervello, ma accortosi che egli non crescerà mai e non sarà un degno erede, adotta Seto notandone la spiccata intelligenza, ma lo sfrutta eccessivamente e infine questi si allea con i Big Five e lo scalza dal comando della sua società ottenendo il 51% delle azioni. Gozaburo si ritirerà dalla scena, digitalizzando la mente a sua volta (per salvarsi la vita da un infarto causato dalla perdita della sua società, cosa invece taciuta nella versione occidentale). Ingannerà il figlio naturale per aiutarlo a ottenere vendetta e, dopo il suo fallimento si rivelerà e affronterà Seto in un duello, usando le carte di Exodia il Proibito che gli fecero subire la sua prima sconfitta contro Yugi, sebbene non in modo tradizionale, ma tramite l'uso di Exodia Necross. Dopo una crisi iniziale, Seto realizzerà il punto debole del mostro paterno e ne avrà ragione; furioso, questi tenterà di prendere possesso con la forza del corpo di Seto, ma sarà bloccato da Noah. Infine, come fiammata quasi demoniaca causata dall'esplosione della sua base dai missili lanciati da Noah, tenterà di distruggere il dirigibile di Seto, ma gli sfuggirà. In seguito verrà mostrato nei flashback di Amelda durante la saga di Orichalcos, come responsabile e fornitore dell'esercito che attacca la città del duellante orfano, privandolo del fratello (morto nella versione originale, sparito in quella occidentale), ma si scoprirà che era Dartz con le sue sembianze, per ingannare Amelda e convincerlo della colpevolezza del patrigno di Seto. Un altro flashback sarà presente nella saga del Grand Championship, in cui si scoprirà che Gozaburo e il padre di Siegfried erano rivali e questi era sempre sconfitto negli affari da Gozaburo.
Doppiato da: Tetsuo Komura (ed. giapponese), Vittorio Bestoso (ed. italiana)

### Big 5
I Big 5 sono i cinque direttori delle varie sezioni della Kaiba Corporation, inizialmente subordinati di Gozaburo, in seguito di Seto. Dopo avere cercato più volte di impadronirsi dell'azienda, accettando di fare un patto con Pegasus o nell'anime anche di intrappolare Seto in un gioco, vengono loro stessi imprigionati in una realtà virtuale e comandati da Noah; non avendo più un corpo proprio, una volta nella realtà virtuale, si manifestano con le sembianze di mostri delle carte di Duel Monsters: per potere tornare nel mondo reale devono vincere un duello e impossessarsi del corpo dello sconfitto.
I Big 5 sono:
Konosuke Oshita (大下 幸之助?, Ōshita Kōnosuke), chiamato Gansley nella versione internazionale

Ex-vicepresidente e imprenditore, è un uomo basso, tarchiato e semi-calvo, ossessionato dal fatto che l'unico modo per soppiantare gli avversari sia sfruttando le capacità manageriali. Si scontra con Yugi nelle sembianze di Guerriero degli Abissi ma viene sconfitto. Il suo deck è composto da creature mistiche come Ipiria, Ashingray, Yowie e Serpente Arcobaleno Eingana.
Doppiato da: Shintarō Sonōoka (ed. giapponese), Mario Zucca (ed. italiana)
Shuzo Otaki (大瀧 修三?, Ōtaki Shūzō), chiamato Crump nella versione internazionale

Ex-contabile, viene rappresentato come un uomo basso, tarchiato e baffuto. Ha una vera e propria ossessione per i pinguini, dato che quando era piccolo veniva spesso lasciato solo dai propri genitori e s'intratteneva dedicando la sua attenzione a questi animali. La sua ossessione per questi animali era così forte che cercò di convincere Seto a realizzare un parco acquatico con tema i pinguini ma, ovviamente, Kaiba scartò l'idea definendola ridicola. Duella con Anzu con le sembianze di Pinguino dell'Incubo ma anche lui viene sconfitto. Il suo deck è composto da creature acquatiche come Serpente Rosso Gigante e, naturalmente, mostri pinguino come Pinguino Volante.
Doppiato da: Ryōsuke Ōtani (ed. giapponese), Diego Sabre (ed. italiana)
Chikuzen Ooka (大岡 筑前?, Ōoka Chikuzen), chiamato Johnson nella versione internazionale

Ex-avvocato, è un uomo alto e magro che indossa gli occhiali. Dal carattere cinico e subdolo, ha passato la vita a dissuadere le persone per fare sì che le cause legali venissero vinte dai suoi clienti. Duella con Jonouchi nelle vesti de Il Giudicatore ma anche lui viene sconfitto. Il suo deck è composto da carte miste, in particolare si basa sui mostri di tipo guerriero e fata come Kamion Wizard, Dragonessa a Cavallo e Fata Isterica (chiamata Angelo Buffo nell'anime).
Doppiato da: Shin'ichi Yashiro (ed. giapponese), Mario Scarabelli (ed. italiana)
Soichiro Ota (大田 宗一郎?, Ōta Sōichirō), chiamato da Nezbitt nella versione internazionale

Ex-tecnico e progettatore, è un uomo duro e spietato dai capelli castani e dall'espressione truce. Aveva realizzato un intero laboratorio di forniture belliche che però venne distrutto da Seto poiché l'azienda era da poco divenuta produttrice di giochi. Ha un'ossessione per le macchine, tanto da arrivare a definirle migliori dell'uomo. Si scontra con Honda, Otogi e Shizuka come Cavaliere Robotico prima e Re delle Macchine Perfetto (chiamato Cavaliere Macchina nell'anime) dopo. Riesce a sconfiggere Honda ma, grazie all'inesperta duellante Shizuka, viene sconfitto. Il suo deck è appunto composto da mostri macchina, tra cui spicca appunto Re delle Macchine Perfetto; la sua strategia si basa sulla carta magia Notte Meccanica, in grado di trasformare tutti i mostri dell'avversario in macchine per potenziare il suo Re delle Macchine.
Doppiato da: Hiroomi Sugino (ed. giapponese), Maurizio Trombini (ed. italiana)
Kogoro Daimon (大門 小五郎?, Daimon Kogorō), chiamato Leichter nella versione internazionale

Primo assistente e braccio destro di Gozaburo, porta una barba con pizzetto. Fu lui ad aiutare Seto ad acquistare il 51% delle azioni di una società e spianare quindi la strada al giovane Kaiba, venendo però scaricato dal ragazzo suscitando la sua ira. Duella con Seto nelle sembianze di Jinzo ma viene sconfitto. Il suo deck è composto da carte che gli permettono di incrementare i suoi Life Points per potere favorire carte come Lily Iniezione Fatata (chiamata nell'anime Fata Infermiera); la sua carta più forte è, tuttavia, Satellite Cannone.
Doppiato da: Hisashi Izumi (ed. giapponese), ? (ed. italiana)
L'unico a riuscire a vincere è Ota, che riesce a impossessarsi del corpo di Honda, dividendolo poi con gli altri Big 5 sconfitti, cosicché nel corpo di Honda ci sono cinque anime, dato che la stessa anima di Honda è stata relegata in una piccola scimmia robotica.
Sono poi sconfitti in duello da Yugi e Jonouchi che, così facendo, liberano Honda permettendogli di tornare al suo corpo. I Big 5 vengono poi eliminati per sempre da Noah, il quale si era stufato di loro. La particolarità di questi personaggi sta nel loro mostro collettivo noto come Drago a Cinque Teste (che vanta, con ben 5000 punti di ATK e DEF i punti base più elevati nel Duel Monster, escluso il Serpente Divino del Deck Orichalcos nell'anime, usato da Dartz, che possiede infiniti punti). Essi lo utilizzano, incarnandovisi, nel gioco di realtà virtuale (con il nome di Drago Mitico) nella prima serie, poi come carta nel mondo virtuale durante la saga di Noah (nel gioco di carte ufficiale è invece un mostro fusione). Nonostante la sua potenza e immunità agli attacchi di tutti i mostri eccetto quelli attributo luce Yugi riuscirà sempre a sconfiggerlo con l'aiuto, nel primo caso, di Seto con cui creerà Cavaliere Signore dei Draghi, ovvero la fusione tra il Drago Finale Occhi Blu e il Glorioso Soldato Nero; nel secondo, con Jonouchi usando Cavaliere Miraggio.

## Doma Orichalcos
La Doma, nota anche come Paradius, è un'organizzazione segreta capeggiata da Dartz che, secondo Seto, avrebbe infiltrati in tutte le società e governi del mondo. Lo scopo ultimo di questa organizzazione è il risveglio del Grande Leviatan, che distruggerà il mondo per crearne uno nuovo perfetto. Dartz ha al suo servizio numerosi collaboratori umani (di cui solo quattro nell'anime sono presentati effettivamente) a cui si aggiungeranno Mai, Grimo, Haga, Ryuzaki e un esercito di guerrieri mostruosi (noti come guerrieri di Orichalcos) e alcuni spiriti del Duel Monsters plagiati dall'Orichalcos; ma la sua unica arma vincente è la Grande Bestia.

### Valon
Valon (ヴァロン?, Varon) è un giovane scaltro e irruente che somiglia molto a Jonouchi ed è il suo avversario, ha una cotta per Mai ed è lui ad arruolarla nella Doma. Da piccolo fu arrestato e mandato in riformatorio da Dartz, questa struttura era però controllata da uomini della Doma e lo addestrarono a diventare un abile duellante. Avrà più confronti verbali con Jonouchi e tenterà di sconfiggerlo per sancire definitivamente il legame con Mai (a cui salverà anche l'anima quando perderà il primo duello con Jonouchi che usa il drago leggendario Artiglio di Hermos), infine si affronteranno in un aspro duello che porterà entrambi al limite, ma infine Jonouchi lo sconfiggerà, facendogli perdere l'anima a causa del Sigillo di Orichalcos. Nella versione originale dell'anime, Valon non invitava Mai a distaccarsi dagli amici e ad ottenere il potere, bensì voleva che la ragazza rimanesse al suo fianco; egli avrebbe continuato a vincere, solo per lei, contro chiunque Mai avesse voluto; diceva che la Kujaku fosse la sua ragione per continuare a vincere. Anche il suo passato è stato censurato. In realtà Valon, orfano che faceva sempre a botte, riceveva cure da una suora. Un giorno, alcuni teppisti entrarono nella chiesa in cui il giovane si trovava insieme alla benefattrice, per dire che il loro capo aveva acquistato il luogo sacro, che doveva essere perciò sgomberato. Valon era pronto ad uno scontro fisico, ma la suora lo dissuase dalle sue intenzioni. Quella stessa notte, un incendio travolse la chiesa, e Valon vide i teppisti riderne. Pensando che essi fossero i responsabili della tragedia, il ragazzino si vendicò: usando un pezzo di tubo, li stese. Venne dunque portato in carcere. Il direttore, che lavorava per Dartz, gli lanciò una sfida, secondo cui se Valon avesse sconfitto tutti gli altri prigionieri, su un'isola, usando la carta magia del Sigillo di Orichalcos, sarebbe tornato libero. Vinto ogni duello, il ragazzo incontrò Dartz e accettò di lavorare per lui; non sapeva di dover collaborare, così, con il vero responsabile dell'incendio della chiesa, come Dartz stesso rivela a Rafael.
Il deck di Valon è molto particolare e si basa su carte uniche dell'anime dette "corazzate" che costituiscono i pezzi di un'armatura cibernetica, questi si possono attaccare al loro proprietario e farlo duellare fisicamente (Jonouchi mostrerà di possedere una carta simile e la userà contro Valon). Questi mostri hanno quasi tutti 0 punti ATK e DEF, ma vari e temibili poteri speciali (al punto che Valon sconfigge facilmente Rebecca e Otogi, senza usare il Sigillo di Orichalcos, in un solo turno, pur avendo essi giocato a testa almeno 1 mostro con oltre 2000 punti e con carte trappola per difesa ulteriore). La carta portante di questo set, il "casco" della corazza è simile a quello che verrà ripreso e usato nei duelli su moto della serie 5D's e durante il duello fornisce al duellante informazioni sul suo avversario e calcola le probabilità di vittoria.
Doppiato da: Takeshi Maeda (ed. giapponese), Paolo De Santis (ed. italiana)

### Amelda
Amelda (アメルダ?, Ameruda), chiamato Alister nella versione internazionale, è un giovane orfano che, nato in un paese in guerra, viveva solo con il fratello, un giorno le truppe di Gozaburo Kaiba si aggiunsero agli schieramenti in guerra e ciò costo la scomparsa (morte, in originale) del fratellino di Amelda, che si alleò quindi con Dartz per avere vendetta contro Seto, erede di Gozaburo. Il suo primo approccio fu invitare Seto sull'isola del Regno dei Duellanti, spacciandosi per Pegasus e sfidandolo, rivelando poi la sua identità e la sua storia, ma il primo duello finì in parità. Nella seconda occasione prese il posto del pilota del jet di Seto e lo obbligò a un duello aereo, manifestando tutta la rabbia e il rancore verso Seto e la sua società, ma Seto non si sentì minimamente responsabile dell'accaduto e accusò Amelda di usare quel pretesto per la sua incapacità di proteggere il fratello, infine dopo un duro duello, Seto vinse grazie al suo drago leggendario e Amelda fu imprigionato dall'Orichalcos. In seguito Dartz rivelò che non fu Gozaburo, ma lui stesso (con l'aspetto del patrigno di Seto) ad agire per dare ad Amelda una motivazione di seguirlo e aiutarlo. Dopo la sconfitta di Leviathan, Amelda potrà vedere per l'ultima volta l'anima del fratello e potrà tornare alla vita normale. Amelda usa due Deck differenti (sebbene entrambi contengano il Sigillo di Orichalcos): il primo lo usa interpretando Pegasus e contiene mostri Toon, per poi passare a una strategia basata sul mostro di fuoco Gorlag. Il secondo contiene mostri che hanno le sembianze di robot giocattoli come quelli che il suo fratellino adorava, tra cui Soldato Cinetico, Soldato della Scienza e Cyber Soldato del Mondo Oscuro. Cercherà successivamente, nel corso del suo ultimo duello con Seto, di confondergli le idee con un flashback nel passato in cui si intravedono i suoi vecchi amici; utilizzerà subito dopo dei mostri macchina simili ai carri armati della Kaiba Corp. La sua carta più temibile, però, è la Fortezza Aerea di Ziggurat che, in ogni fase finale del turno, può evocare un mostro simile a un robottino giocattolo (come quello di suo fratello).
Il personaggio di Amelda è stato creato esclusivamente per la serie anime; infatti, non compare nel manga originale. Il nome Alister deriva da quello di Aleister Crowley, l'occultista britannico che ha creato l'Esagramma Unicursale, simbolo adottato dagli autori della versione televisiva per il Sigillo di Orichalcos.
Doppiato da: Yukishige Iemura (serie 2000), Hitomi Utahara (da bambino, serie 2000) (ed. giapponese), Matteo Zanotti (serie 2000), Monica Bonetto (da bambino, serie 2000) (ed. italiana)

### Rafael
Rafael (ラフェール?, Rafēru) è il più grande e potente tra i tre duellanti prescelti da Dartz per vincere Yugi, Seto e Jonouchi; di fatto è nº2 dell'organizzazione. Figlio di una ricca famiglia, ha vissuto felice e sereno in una vita quasi perfetta, finché durante una crociera la nave su cui viaggiava naufragò, lui perse genitori e fratelli e finì su un'isola con la sola compagnia delle sue tre carte preferite di Duel Monsters (Guardiana Eatos, Guardiana Kay Est e Guardiano Gral), qui un giorno venne contattato da Dartz che gli promise che un giorno, quando sarebbe stato pronto, si sarebbero incontrati. Tornato nel mondo civile, scoprì di essere stato abbandonato dalla società e iniziò a comprendere la malvagità del genere umano e si offrì spontaneamente a Dartz, il quale gli donò un nuovo scopo e nuova identità nella carta Guardiana Horror Falce, che rappresentava le tenebre della sua anima. In un primo duello vincerà Atem, lasciando che egli sia corroso dalle sue tenebre e giochi dalla sua parte del campo il Sigillo di Orichalcos (scambiato tramite la carta Scambio Illuminato) e questo farà perdere al faraone l'anima di Yugi, che si sacrificherà al suo posto. Rafael è di fatto l'unico duellante della serie, insieme a Seto, ad essere riuscito a sconfiggere Yugi. Nel secondo duello sarà però Raphael a farsi plagiare dal sigillo e rivelerà la sua anima oscura nella carta di Horror Falce, ma alla fine del duello il faraone riuscirà a riportarlo alla normalità e sarà salvato dal potere del Sigillo, nonostante la sconfitta a duello. Dopo avere salvato Mai e Valon dalle macerie del palazzo della Doma raggiungerà l'isola covo di Dartz e interverrà nel duello tra lui, Seto e Yugi, ma quando questi rivelerà di essere stato lui a causare le tragedie nelle vite dei tre, Rafael perderà il controllo e Orichalcos prenderà la sua anima. Sarà salvato da Leviathan dal faraone come tutte le altre anime e, prima di tornare nel mondo dei vivi potrà rivedere i suoi fratelli.
Il suo Deck è composto da "Guardiani" e la sua carta preferita (e principale) è Guardiana Eatos; a esse si aggiunge Guardiana Horror Falce che, in contrapposizione a Eatos, rappresenta l'oscurità di Rafael ed è una creatura praticamente indistruttibile, anche per colui che la gioca, essendo costretto a scartare continuamente le sue stesse carte per mantenerla sul terreno quando dovrebbe essere distrutta, oltre a ciò è un mostro terribilmente potente che da una base di 2500 punti può aumentarli sacrificandone altri tramite la sua carta magia equipaggiamento, tuttavia può essere giocata solo se al cimitero si trova Guardiana Eatos, ma anche nel caso questo primo mostro venga resuscitato, tramite il suo potere speciale "obbligatorio", Horror Falce resterà in gioco, almeno finché si avranno carte da scartare.
Doppiato da: Yoshihisa Kawahara (ed. giapponese), Alberto Sette (ed. italiana)

### Dartz
Dartz (ダーツ?, Dātsu) è l'ultimo re di Atlantide, 10.000 anni fa, fu il fautore della guerra di Atlantide che portò all'affondamento dell'antica isola-regno. Figlio di Ironheart e padre di Chris, quando l'Orichalcos piovve sul suo regno, portando grande progresso tecnologico, egli vide i propri sudditi cadere nel degrado e nella malvagità, trasformati in veri e propri mostri (tra cui anche sua moglie Iona che lui stesso dovette uccidere per salvarsi) e la pietra lo indusse a credere che gli uomini fossero intrinsecamente malvagi e perciò indegni di esistere; plagiatolo, l'Orichalcos lo rifornì di un esercito di guerrieri e del mostro più possente e potente della storia: Il grande Leviathan. Con queste armi diede il via al conflitto contro gli spiriti dei mostri e gli umani, guidati da Ironheart e Chris a difesa del mondo; il conflitto si concluse in parità e Leviathan cadde in letargo. Nei millenni seguenti Dartz raccolse anime per ridestare la sua creatura, ma comprese come fossero necessarie alcune anime particolarmente potenti, prima tra tutte quella del faraone Atem, ma quando lo incontrò 3.000 anni fa (5.000 nella versione occidentale) non ebbe modo di poterlo catturare a causa degli eventi legati a Zork e Bakura e quindi attese che il faraone tornasse. Per riuscire a vincere il faraone e gli altri due duellanti che avrebbero ottenuto l'aiuto dei draghi leggendari, Dartz trovò e plagiò alcuni giovani (Raphael, Valon e Amelda) creando nelle loro vita gravi disgrazie per indurli a odiare il mondo e a desiderarne la fine promessa da Dartz, ma anch'essi sarebbero stati poi sacrificati alla grande bestia.
Dopo la sconfitta dei suoi tre sottoposti Dartz affronta da solo Yugi e Seto, riuscendo a rubare l'anima al secondo, ma infine Yugi riesce a convocare i tre draghi leggendari e a ridonare loro il vero aspetto, vincendo il duello. Ma Dartz non si arrende e cede la propria anima a Leviathan, per sostituire quelle perse di Seto e Jonouchi, oltre a quella mai vinta del Faraone. Con Leviathan ridestato Dartz sembra invincibile e distrugge i tre cavalieri e un intero esercito di spiriti dei mostri convocati in aiuto del faraone dalla Giovane Maga Nera, infine però Atem riesce a ridestare nelle anime ancora prigioniere di Leviathan la loro parte di bontà, usandola per ridare energie ed evocare le tre divinità Egizie che dopo un difficile confronto riusciranno a sconfiggere l'indebolito avversario che precipiterà in mare insieme ad Atlantide. Dartz sopravviverà ancora e tenterà di distruggere il faraone, ma infine egli sigillerà per sempre le tenebre dell'Orichacols e libererà Dartz, che sarà libero di riabbracciare la sua famiglia nel mondo degli spiriti. Dartz è l'unico utilizzatore di Orichalcos su cui non appare l'emblema del sigillo quando lo gioca, sebbene ne possegga comunque un medaglione in pietra di Orichalcos con inciso il Sigillo; inoltre, al momento in cui venne plagiato, il suo occhio destro divenne dello stesso colore verde-acqua tipico dell'Orichalcos, per poi tornare dorato quando ne fu liberato.
Egli ha un deck pieno di carte Orichalcos, tra cui Gigas Orichalcos (un mostro in grado di rinascere con 500 punti d'attacco in più quando viene distrutto), Kyutora Orichalcos (un mostro in grado di azzerare e assorbire tutti i danni da combattimento inflitti al possessore) e Shunoros Orichalcos (formato da Orichalcos Dexia e Orichalcos Aristeros), e oltre al sigillo di base, ne possiede ben due evoluzioni, Orichalcos Deuteros e Tritos Orichalcos. Queste carte lo rendono forse uno dei più potenti e migliori duellanti dell'anime (tanto da tenere testa a Yugi e Seto messi assieme); la sua strategia è basata sulla creazione di un esercito di mostri, la limitazione delle mosse all'avversario e il continua aumento dei propri Life Points; anche nel caso si riesca ad avere ragione di ciò e si trovi un modo di distruggere il quasi invincibile Sigillo, Dartz possiede un mostro finale ancora più potente: Serpente Divino, con infiniti punti e (presumibilmente) immune agli effetti di carte mostro, magia e trappola, facendone una creatura seconda solo al Cavaliere del Destino e, quasi sicuramente, ai poteri delle tre Divinità Egizie (la modalità fenice di Ra e il "Pugno del Destino" di Obelisco) che sono in grado di averne ragione.
Il personaggio di Dartz è stato sviluppato esclusivamente per la serie televisiva, non compare, infatti, nell'originale manga. Dartz ha gli occhi bicolori, uno dorato e l'altro, il destro, verde acqua, per effetto del potere di Orichalcos, dell'ultima tinta. Possiede inoltre un medaglione in pietra di Orichalcos, con inciso il Sigillo della forza citata.
Doppiato da: Yuu Emaou (ed. giapponese), Paolo Sesana (ed. italiana)

## Grand Championship

### Vivian Wong
Vivian Wong (ヴィヴィアン・ウォン?, Vivian Wong) partecipa al torneo indetto da Seto, il Grand Championship, in qualità di campionessa asiatica. Ha i capelli neri, indossa gli chignon ed è vestita con un costume da cerimonia cinese. Nel suddetto torneo viene fermata ai quarti di finale da Rebecca che riesce a sconfiggerla e a eliminarla dal torneo. Dal carattere estroverso ma frivolo, altezzoso e presuntuoso, mostra subito un grande interesse nei confronti di Seto e Yugi; in particolare, si contende quest'ultimo con Rebecca, arrivando a cercare di farsi benvolere da Sugoroku per potersi avvicinare al nipote. Di conseguenza Vivian sfiderà Yugi per la "libertà" di suo nonno in cambio di un appuntamento con il ragazzo in caso di sconfitta; naturalmente, Yugi esce vincitore dal duello.
Il suo deck è composto principalmente da creature di tipo drago o legate alle arti marziali, come per esempio Maestro Kyonshee, Maestra di Kung Fu e Lady Drago.
Doppiata da: Rie Tanaka (ed. giapponese), Patrizia Scianca (ed. italiana)

### Leon Wilson
Leon Wilson (レオン・ウィルソン?, Reon Wiruson), il cui vero nome è Leon (abbreviativo di Leonhart, nella versione originale) Von Schroider, è il fratello minore di Siegfried; a differenza di quest'ultimo non era mai molto considerato dalla famiglia e, lasciato solo, si rinchiudeva nel fantastico mondo dei suoi libri di fiabe. Quando divenne più grande usò le sue notevoli doti di esperto informatico per crearsi un'identità fittizia e partecipare a vari duelli, diventando un noto campione, quando il fratello lo notò decise di sfruttarlo per il suo piano di vendetta, nascondendolo dietro un apparente interessamento per le abilità del giovane. Leon viene invitato al torneo organizzato da Seto e ottiene brillanti vittorie contro tutti i suoi avversari, tra cui anche Rebecca, e giunge in finale senza che nessuno sospetti di lui, difatti il fratello riesce perfettamente a fare concentrare tutti gli sforzi di Seto su di sé. Arrivato allo scontro finale con Yugi, nel torneo organizzato da Seto, rivela la sua identità e il suo obiettivo di vendetta, giocando la carta definitiva datagli da Siegfried, il Castello Dorato di Stromberg, e attivando il suo micidiale virus informatico, tuttavia Yugi gli fa aprire gli occhi e lui stesso si rivolta contro Sigfried, ma non riesce comunque a distruggere il Castello, ma gli sforzi si Yugi infine realizzano l'impresa e i due possono concludere il duello che, nonostante la situazione di svantaggio del protagonista, riesce comunque a prevalere. Leon consola poi il fratello e lo sprona a riprendere nel modo giusto.
Leon possiede un Deck esclusivo, basato sui personaggi delle favole, che Pegasus ha creato su sua richiesta (specificato nella versione originale); tale deck è composto da personaggi fiabeschi che sono celebri in tutto il mondo come Cenerentola, Cappuccetto Rosso e Pollicino. Altre carte degne di nota sono Globerman, la Strega Trude, Ascia di Ferro, Cavaliere di Ferro e Lupo della Foresta (ispirato al lupo della fiaba di Cappuccetto Rosso).
Doppiato da: Seiko Noguchi (ed. giapponese), Davide Garbolino (ed. italiana)

### Siegfried von Schroider
Siegfried von Schroider (ジークフリード・フォン・シュレイダー?, Jīkufurīdo fon Shureidā), chiamato Zigfried von Schroeder nella versione internazionale, è il presidente della Schroeder Corp., titolo ereditato dal padre che si suicidò (impazzì, nella versione occidentale) dopo le numerose sconfitte finanziarie subite da Gozaburo. Assunto il ruolo egli mutò l'azienda entrando nel campo dei giocattoli, come fece anche Seto con la sua, sviluppando quindi una rivalità con lui. Ha lunghi capelli rosa confetto e sfoggia un abbigliamento estremamente elegante, oltre a parlare con un forte accento tedesco nella versione occidentale. Egli progettò una cabina olografica per il Duel Monsters, ma Seto riuscì ad anticiparlo e a proporre il suo progetto (il campo di battaglia olografico) a Pegasus che lo applicò subito al suo gioco. Siegfried da allora covò un odio profondo per Seto, credendo che avesse rubato la sua idea e si preparò alla vendetta. Mise a frutto il suo genio informatico diventando un hacker tanto abile da danneggiare persino gli impenetrabili sistemi della Kaiba Corp., sfruttando il momento di "sfiducia" della società causata dalla vicenda di Dartz, Siegfried tentò di distruggere il rivale e obbligare l'industria di Pegasus a fare un nuovo contratto con la sua. Si iscrisse con il cognome di "Lloyd" al Grand Championship per sabotarlo con i suoi attacchi informatici, ma fu scoperto ed espulso dal torneo dopo un duello contro Seto stesso, rivelando pubblicamente le sue accuse che però Kaiba smentì. In realtà, però, il suo piano era proprio quello di essere scoperto per lasciare campo libero a suo fratello minore Leon, a cui affidò la sua carta più potente, il Castello Dorato di Stromberg, carta mai ultimata da Pegasus e messa in premio a un torneo vinto da Siegfried, che ne modificò i dati (a livello informatico) per renderla quasi invincibile e portatrice di un inarrestabile virus informatico che avrebbe distrutto la Kaiba Corp. Lo stesso Leon, nel bel mezzo del duello finale con Yugi, si rifiutò di collaborare al piano del fratello, ma grazie al Castello Dorato Sigfried era in grado di portare avanti lo stesso il suo piano, se non che Yugi trovò il modo di distruggere la carta e vincere il duello pur restando con una sola ultima carta nel Deck. Siegfried cadde nella disperazione, ma grazie a Leon decise di ripartire da zero e non lasciarsi più trasportare dall'odio.
Siegfried usa un particolare deck basato sui miti nordici (come anche il suo nome); le sue carte principali sono i mostri Valchiria (ispirati alle figure mitologiche norrene) e alla devastante carta che consente di evocarle tutte assieme: La Cavalcata delle Valchirie (ispirata all'omonima sinfonia, che fa da sottofondo all'uso di detta carta nell'anime originale).
Doppiato da: Eisuke Tsuda (ed. giapponese), Giorgio Bonino (ed. italiana)

## Memorie del Faraone

### Mahad
Mahad (マハード?, Mahādo) è uno dei sei Sacerdoti (Priest) al servizio del Faraone e custodisce l'Anello del Millennio. Fedelissimo ad Atem, nell'anime è suo amico d'infanzia insieme a Mana, sua studentessa di magia; Mahad è, difatti, il più potente mago d'Egitto, costretto a sigillare parte del suo potere perché troppo grande. Grazie alla sua magia scoprì cosa si nascondesse dietro la creazione degli Oggetti del Millennio - ossia il sacrificio di novantanove vite umane -, riferendolo quindi ad Aknamkanon su suo ordine; a causa di questa rivelazione, però, il precedente Faraone morì di dolore, causando a Mahad un forte rimpianto. In quanto addetto alla difesa del regno, si assume tutte le responsabilità della profanazione della tomba di Aknamkanon perpetrata da Bakura; per questo motivo fa seppellire il precedente Faraone in un'altra tomba, attirando Bakura nella vecchia tomba nel tentativo di ucciderlo. Tuttavia, capendo di essere ormai quasi sconfitto, Mahad sceglie di suicidarsi con una delle trappole presenti nella tomba, delle lame che oscillano dal soffitto, fondendo la sua anima con il suo Ka, il Mago Nero, per poi rimanere al servizio di Atem come Ka.
Doppiato da: Kazunari Kojima (serie 2000) (ed. giapponese), Patrizio Prata (ep. 201, 204, 209, 213-214, serie 2000), Federico Danti (ep. 219, serie 2000) (ed. italiana)

### Mana
Mana (マナ?, Mana) è la giovane apprendista maga di Mahad, amica d'infanzia del suo maestro e di Atem, da lei chiamato "Principe", nella versione originale. Dal carattere solare e vivace, Mana si mostra spesso piuttosto imbranata, soprattutto con le magie, e ha comportamenti bizzarri come nascondersi dentro grandi vasi per evitare le lezioni o spiare la partenza di Mahad. Alla morte del suo maestro, da lei grandemente stimato, si ripromette di diventare una grande maga; in seguito riesce a evocare quello che è il suo Ka, la Giovane Maga Nera. Alla fine della battaglia contro Zorc è tra gli amici del faraone l'unica sopravvissuta insieme a Seth; nel manga sembrerebbe diventare Sacerdotessa e nuova custode dell'Anello del Millennio.
Doppiato da: Yuki Nakao (ed. giapponese), Emanuela Pacotto (ed. italiana)

### Kisara
Kisara (キサラ?, Kisara) è una giovane ragazza albina dalla pelle bianca, caratteristiche malviste in Egitto, tanto da portare gli abitanti ad allontanarla o insultarla, deriderla e picchiarla. In realtà, Kisara ha in sé il Ka del Drago Bianco Occhi Blu, forse più potente delle tre divinità del Faraone; tuttavia, il suo Ka è fuso con la sua anima, cosa che implica la sua apparizione solo durante un suo stato di incoscienza, portandola vicino alla morte. Trovata da Seth e per suo ordine condotta segretamente a palazzo, le viene rivelato della presenza del Drago Bianco nel suo corpo. Nonostante questo, Kisara, una volta mandata in un'arena per scontrarsi con dei prigionieri ormai impazziti, non mostra alcun segno di volersi difendere; quando però è Seth, giunto in suo soccorso, a essere in pericolo, il Drago Bianco lo difende sconfiggendo gli altri prigionieri. Caduta nuovamente in stato d'incoscienza Kisara si risveglia e, percependo il risveglio di Zork, va alla ricerca di Seth, di cui si è innamorata. Una volta trovatolo però deve combattere con Aknadin, intenzionato a ucciderla per prenderle il Ka; quando l'anziano Sacerdote scaglia un attacco contro suo figlio, Kisara gli fa scudo con il proprio corpo, restandone uccisa, ma rimanendo vicino a Seth sotto forma di anima e Ka, liberandolo dalla possessione di Aknadin. Kazuki Takahashi affermò che inizialmente desiderava esplorare maggiormente la forte relazione romantica tra Seth e Kisara, ma per rispettare una scadenza tali dettagli furono omessi dalla storia. Secondo lo stesso Takahashi, i forti sentimenti romantici del sacerdote Seth per Kisara sono la base principale dietro l'ossessione moderna insolitamente forte di Kaiba per la carta Drago Bianco Occhi Blu.
Doppiata da: Rie Nakagawa (ed. giapponese), Giovanna Papandrea (ed. italiana)

### Seth
Seth (セト?, Seto), chiamato Seto nella versione internazionale, vita precedente di Seto Kaiba (in giapponese la pronuncia dei due nomi è infatti uguale), è uno dei sei Sacerdoti al servizio del Faraone e custodisce la Barra del Millennio, con cui può sigillare i Ka in lastre di pietra. Cresciuto come popolano da sua madre, gli è sempre stato detto che suo padre era morto in guerra; in realtà, suo padre è Aknadin, fratello del precedente Faraone Aknamkanon, cosa che lo rende di stirpe reale e cugino di Atem. Sebbene il carattere freddo e cinico, che lo porta a decisioni drastiche come sondare le anime degli abitanti del regno d'Egitto fino a trovare un Ka abbastanza potente da sconfiggere Diabound e metterne sotto pressione il detentore così da aumentarne la potenza, è uno dei Sacerdoti più fedeli al Faraone, tanto da rinnegare Aknadin come suo padre quando ne scopre i piani. Colpito dal Ka della giovane Kisara, il Drago Bianco Occhi Blu, forse persino più potente delle tre divinità comandate da Atem, si ritrova più volte a difenderla, opponendosi all'idea di Aknadin di ucciderla per prelevarle il Ka in modo da poterlo usare liberamente, finendo per innamorarsene; tuttavia, la sua morte per mano di Aknadin lo porta a uccidere quello che era stato il suo mentore a palazzo. Durante lo scontro finale con Zork rimane ferito, ma in vita; insieme a Mana, sarà l'unico amico del faraone sopravvissuto della battaglia. A causa della morte di Atem nel normale scorrere temporale e per volontà dello stesso Atem, prima di svanire in quanto morto, nel mondo della memoria, Seth sale al trono come Faraone.

### Aisis
Aisis (アイシス?, Aishisu), Iside nella versione internazionale, vita precedente di Isis Ishtar, è una dei sei Sacerdoti al servizio del Faraone e custodisce, come la sua reincarnazione, la Collana del Millennio, che le dona il potere della preveggenza. Unica Sacerdotessa, nell'anime sembrerebbe provare qualcosa per Mahad, cosa enfatizzata dalla reazione sorpresa che la sua reincarnazione ha nel vedere il Mago Nero. Dopo avere recuperato insieme a Mana gli Oggetti del Millennio dispersi in seguito al risveglio di Zork, viene da quest'ultimo uccisa facendola precipitare dal suo Ka in volo. Nel manga, al contrario, sopravvive insieme a Seth e Mana.

### Shada
Shada (シャダ?, Shada) è uno dei sei Sacerdoti al servizio del Faraone e custodisce la Chiave del Millennio, con il cui potere può svelare la vera natura delle anime e valutare la forza dell'eventuale Ka presente. Viene ucciso da un fulmine scagliato da Zork, ma rimane nel mondo dei vivi come spirito, Shadi.
Doppiato da: Nozomu Sasaki (ed. giapponese), Massimiliano Lotti (ed. italiana)

### Karim
Karim (カリム?, Karimu) è uno dei sei Sacerdoti al servizio del Faraone e custodisce la Bilancia del Millennio, con cui può valutare l'inclinazione benevola o malvagia dei Ka e fonderli in un'unica entità durante uno scontro. Rimane ucciso in uno scontro con Bakura.
Doppiato da: Masahito Kawanago (ed. giapponese), Claudio Ridolfo (ed. italiana)

### Shimon Muran
Shimon Muran (シモン・ムーラン?, Shimon Mūran), precedente vita di Sugoroku, è il visir di palazzo, consigliere di Atem e architetto della sua tomba. Fu il primo custode della Chiave del Millennio, nonché consigliere di Aknamkanon e uno dei pochi a conoscenza della parentela che lega il precedente Faraone ad Aknadin. È anche colui che sigillò Exodia, suo Ka, in cinque pietre, perché troppo potente; liberandolo per difendere l'Egitto da Zork, Shimon, già provato dall'evocazione, muore non appena Exodia viene sconfitto.

### Aknadin
Aknadin (アクナディン?, Akunadin) è uno dei sei Sacerdoti al servizio del Faraone, guardiano del tempio di Veju, in cui vengono conservate le tavole di pietra contenenti Ka imprigionati, e custode dell'Occhio del Millennio fin dalla sua creazione. Fratello minore di Aknamkanon e segretamente padre di Seth, da lui abbandonato in tenera età insieme alla madre, è anche colui che ha forgiato gli Oggetti del Millennio grazie alla strage da lui ordinata degli abitanti dell'isolato villaggio di Kul Elna; invidioso del fratello, quando scopre che Seth, da semplice popolano, è riuscito a divenire Sacerdote, si convince che suo figlio meriti il trono molto più di suo nipote. Dopo essere stato aggredito da Bakura, unico sopravvissuto di Kul Elna, Aknadin stringe un patto con Zork, accettando di passare dalla sua parte in cambio della morte di Atem, cosa che permetterebbe a Seth di salire al trono; cerca quindi di inimicare suo figlio e suo nipote, arrivando a uccidere Kisara per impossessarsi del suo Ka, l'unico in grado di sconfiggere le divinità controllate da Atem. Questo gesto fa sì che sia proprio Seth, innamorato di Kisara, a ucciderlo; Aknadin prende quindi possesso del corpo di suo figlio nel tentativo di uccidere Atem, ma viene scacciato e definitivamente sconfitto dall'anima di Kisara.
Doppiato da: Hitoshi Bifu (ed. giapponese), Mario Zucca (ed. italiana)

### Aknamkanon
Aknamkanon (アクナムカノン?, Akunamukanon) è il Faraone precedente ad Atem, ossia suo padre; è stato anche colui che ha ordinato la costruzione degli Oggetti del Millennio e primo custode del Puzzle del Millennio, alla sua morte ereditato da suo figlio. Per potere fronteggiare gli invasori alle porte d'Egitto, intenzionati a impossessarsi del libro di alchimia da loro custodito, Aknamkanon viene convinto da suo fratello minore Aknadin a usare una delle magie del libro, secondo cui, forgiando sette oggetti magici, sarebbero stati in grado di evocare i loro Ka come creature per potere contrastare gli eserciti avversari. Sconfitti gli assalitori, tuttavia, Aknamkanon scopre in seguito da Mahad ciò che Aknadin gli aveva nascosto: per potere forgiare gli Oggetti del Millennio è stata necessaria la morte di novantanove persone. Distrutto dal dolore Aknamkanon implora perdono agli dei, chiedendo che suo figlio non abbia alcuna ripercussione in tutta questa vicenda; il dolore, però, lo porta ad ammalarsi e a morire.
Doppiato da: Kobiyama Youichi (serie 2000) (ed. giapponese), Maurizio Scattorin (ep. 202, 206, 208-209, 212, serie 2000), Sergio Romanò (ep. 210, serie 2000) (ed. italiana)

### Bobasa
Bobasa (ボバサ?, Bobasa) è un bizzarro personaggio caratterizzato dal fatto di essere gigantesco e perfettamente rotondo. Il suo ruolo differisce tra l'anime e il manga. Nel manga Bobasa è al servizio di Shadi e la sua immensa pancia ha degli alveoli in cui potere inserire tutti gli Oggetti del Millennio; chiudendo la sua giacca con vari lucchetti e ingoiando la chiave - essendo poi capace di farla riapparire nella sua bocca -, è una sorta di cassaforte vivente per i Sette Oggetti. È lui a portare Yugi, Jonouchi, Honda e Anzu nel mondo della memoria, seguendoli fin dall'inizio; si rivela poi essere Hassan. Nell'anime Yugi, Jonouchi, Honda e Anzu incontrano Bobasa quando sono già nel mondo della memoria ed è l'unica persona, oltre Atem e Mana (quest'ultima solo nell'anime), capace di vederli e toccarli. Perennemente affamato, si rivela essere una sorta di "jolly" nel grande gioco che è il mondo della memoria, per cui, se offertogli abbastanza cibo, conduce i quattro alla tomba dell'alter ego di Yugi, dove è nascosto il nome del Faraone da loro cercato.
Doppiato da: Yuu Mizushima (ed. giapponese), Riccardo Rovatti (ed. italiana)

### Hassan
Hassan (ハサン?, Hasan) è uno spirito, incarnazione della luce dell'Oltretomba, che protegge i sovrani d'Egitto fin dai tempi antichi. Durante la saga delle memorie appare e scompare appena in tempo per difendere Atem; si scopre poi che, nel gioco del mondo della memoria, egli è una pedina jolly dell'Altro Yugi. Ha le sembianze di un uomo muscoloso, con indosso un mantello e una maschera funebre di stampo egizio; la sua vera identità è quella di Shadi, mentre nel manga è sia Shadi che Bobasa. Muore facendo scudo al Faraone da un attacco di Zork.
Doppiato da: Masanori Ikeda (ed. giapponese), Federico Danti (ed. italiana)

### Yami Bakura / Touzoku-ou Bakura
Yami Bakura (闇の獏良?, Yami Bakura) è lo spirito maligno che risiede nell'Anello del Millennio and the main antagonist of the series. La sua vera identità è quella del Re dei ladri Bakura (盗賊王バクラ?, Tōuzokuō Bakura), unico sopravvissuto del massacro di Kul Elna, condotto da Aknadin e servito per la creazione degli Oggetti del Millennio. Desideroso di vendetta per sé e per il suo villaggio, Bakura stringe un patto con Zork, ottenendone i poteri in cambio della possibilità di quest'ultimo di accedere al mondo dei vivi, possibile solo inserendo tutti e sette gli Oggetti del Millennio sulla stele che ha fatto da stampo; in questo modo Bakura finisce per diventare un'altra parte di Zork. Dopo la sua morte viene rinchiuso nell'Anello del Millennio e riesce ad agire nel presente usando il corpo di Ryō Bakura, un ragazzo entrato in possesso dell'Anello. Dal carattere sarcastico e spietato, senza avere alcuno scrupolo a uccidere, per tutto il tempo Bakura non fa altro che rimanere sullo sfondo, assistendo agli eventi e intervenendo solo di tanto in tanto, in attesa di raggiungere il suo obiettivo: il risveglio di Zork Necrofades attraverso i sette Oggetti del Millennio. In seguito Malik gli rivela che esiste un'"ottava chiave", ossia il nome del Faraone, cancellato da ogni iscrizione e di cui neppure Bakura è a conoscenza. Conscio del fatto che solo poche persone possono possedere uno o più Oggetti del Millennio senza impazzire o morire, soprattutto nel caso del Puzzle, Bakura "protegge" Yugi, arrivando, in alcune occasioni, ad aiutarlo, per fare sì che il ragazzo porti il Puzzle alla stele.
Essendo l'unico tra i due spiriti a ricordare tutto ciò che è successo nel passato, nonché la vera identità di Atem, spesso accenna qualcosa di volutamente vago o fa capire allo spirito del Faraone che lui è a conoscenza di tutto. Riesce a rubare l'Occhio a Pegasus (uccidendolo, nel manga) e accetta di allearsi con Malik per potere avere la Barra; per potere partecipare al torneo del Battle City liquida Ghost Kotsuzuka, Takaido e Satake senza nessun problema, uccidendoli e vincendo in un colpo solo ben cinque carte di localizzazione. Viene però sconfitto da Yugi nei quarti di finale e costretto a svanire da Yami Malik, salvo poi ritornare con la sua sparizione. Nonostante non esiti a ferire fisicamente, in maniera anche piuttosto grave, il suo corpo ospite, lo protegge dall'attacco di Osiris alla fine del suo duello contro Yugi nei quarti del Battle City. Né lui né Ryō appaiono in alcuna saga filler. Alla fine sfida l'Altro Yugi in un gigantesco RPG che ha come sfondo il Mondo della Memoria e in cui le persone nei ricordi di Atem sono loro pedine, mentre Yugi, Jonouchi, Honda e Anzu, entrati nel mondo dei ricordi alla ricerca del nome del Faraone, si rivelano essere non-player characters; Bakura e Atem hanno inoltre a disposizione dei jolly, tre clessidre che comandano il tempo rimandandolo indietro, fermandolo e liberando Zork con i soli Oggetti del Millennio, senza avere bisogno del nome del Faraone che funge da sigillo il primo e Hassan il secondo.
Ogni suo duello è un Gioco delle Ombre (Yami no game), in cui a essere in palio è la vita stessa (nella versione occidentale un viaggio di sola andata per il regno delle ombre); il suo deck è composto di creature spettrali o infernali, come Paura Oscura, Ha Des Sovrano Oscuro (chiamato Regnante Oscuro nell'anime), Conte della Morte (chiamato Conte del Testamento nel gioco di carte), Zombie Goblin, Gernia, il Cavaliere Senza Testa, Il Fantasma dei Sogni Scomparsi, Il Ritratto Segreto e Maestro dei Pupazzi (chiamato Maestro Burattino nell'anime).

Possiede inoltre cinque carte come la Tavola del Destino e i Messaggio dello Spirito F, I, N, A e L che se completati gli permettono di vincere il duello. Nell'anime originale, nel manga e nella versione giapponese del gioco di carte il messaggio anziché essere "FINAL" è invece "DEATH", cioè "morte".

### Zork Necrofades
Zork Necrofades (ゾーク・ネクロファデス?, Zōku Nekurofadesu), chiamato Zorc l'Oscuro nella versione internazionale, è l'incarnazione del male e delle tenebre dell'Oltretomba, paragonabile al Demonio della concezione cristiana. Ha l'aspetto di un gigantesco mostro con due teste. Richiamato dal desiderio di vendetta delle anime delle vittime di Kul Elna, Zork riesce ad avere contatti con il mondo dei vivi grazie allo spiraglio apertosi tra i due mondi con la creazione degli Oggetti del Millennio. Non potendo tuttavia agire direttamente, instilla una parte della sua anima in Bakura, fino a che quest'ultimo non diventa a tutti gli effetti un'altra parte di lui. Sconfitto una prima volta da Atem e da lui rinchiuso nel Puzzle del Millennio con il suo nome come sigillo, se riuscirà a uccidere il Faraone nel mondo della memoria potrà tornare nel mondo dei vivi e farlo precipitare nelle tenebre; il suo piano fallirà, in quanto sarà sconfitto da Horakhti, risultato della fusione delle tre Divinità Egizie.
Doppiato da: Yoshitaka Kaidu (ed. giapponese), Mario Scarabelli (ed. italiana)

## Personaggi ricorrenti

### Insector Haga
Insector Haga  (インセクター羽蛾?, Insekutā Haga), chiamato Bruchido Haga nella versione italiana e Weevil Underwood in quella internazionale, è uno dei primi avversari di Yugi. Possiede un deck composto da mostri insetto, il che gli vale il soprannome di "Re degli Insetti". Ha i capelli celesti a caschetto, indossa particolari occhiali dorati con uno scarabeo nel mezzo e il suo abbigliamento varia: nella prima serie indossa un impermeabile verde con un papillon rosso, dalla seconda stagione in poi invece indossa un vestito verde chiaro con uno scarabeo nel mezzo. Nella prima serie è il campione regionale di Duel Monsters, e dunque tra i favoriti per il torneo nel Regno dei Duellanti. Viscido e subdolo, con un inganno getta in mare le carte di Exodia il Proibito di Yugi durante il viaggio verso il Regno dei Duellanti. Nonostante questo, viene affrontato e sconfitto proprio da Yugi ed eliminato subito dal torneo. In seguito, lo si vede sempre in coppia con Ryuzaki, con il quale pare molto in sintonia. Nel torneo del Battle City, nonostante avesse cercato di manomettere il deck di Jonouchi servendosi della carta Insetto Parassita, viene battuto da quest'ultimo ed eliminato dal torneo. Haga compare anche molto brevemente in Yu-Gi-Oh! - Il film, assieme a Ryuzaki, tra la folla di duellanti che assiste invidiosa ai trionfi di Yugi dopo il Battle City.
Nella serie del Risveglio dei Draghi si unisce a Dartz, ottenendo il potere del Sigillo di Orichalcos per potere avere la sua vendetta su Yami Yugi; viene tuttavia sconfitto da quest'ultimo, perdendo la sua anima e riottenendola solo dopo la vittoria su Leviathan. Dopo la sconfitta subita, nell'episodio 163, Haga riappare sotto forma di "anima perduta" quando Yami Yugi attraversa il cerchio delle anime perdute. Compare anche nella serie del Grand Championship dove, insieme a Ryuzaki, partecipa clandestinamente al torneo (al posto di Fortune Salim) e viene sconfitto (sempre in coppia con Ryuzaki) in un solo turno da Siegfried von Schroider. Le sue carte più rare, nonché le più forti sono la Regina degli Insetti, la Grande Falena e la Grande Falena Perfetta. Nell'ultima stagione, Haga e Ryuzaki decidono di rubare le tre carte delle Divinità Egizie nella casa di Yugi ma, al loro posto, rubano invece la borsa contenente gli Oggetti del Millennio posseduti dal protagonista. I due fuggono ma vengono poi fermati da Bakura che recupera quindi il suo Anello del Millennio.
Il nome usato per questo personaggio nella versione internazionale è un gioco di parole: Weevil contiene la parola evil cioè cattivo mentre Underwood vuol dire sottobosco, il che allude alla sua passione per gli insetti. In Italia, invece, il suo nome deriva dai Bruchidi, una particolare famiglia del mondo degli insetti, mentre Haga è rimasto il suo nome originale.
Doppiato da: Urara Takano (ed. giapponese), Patrizio Prata (ed. italiana)

### Dinosaur Ryuzaki
Dinosaur Ryuzaki (ダイナソウ竜崎?, Dainasō Ryūzaki), Rex Raptor nella versione internazionale, è uno dei primi avversari di Jonouchi; il suo deck è composto da mostri di tipo dinosauro e drago, tra cui il Drago Nero Occhi Rossi. Da ciò deriva il suo soprannome, "Domatore di Dinosauri". Ha capelli lunghi marroni con un ciuffo violetto, coperti da un berretto rosso che porta le sue iniziali D.R. (Dinosaur Ryuzaki). All'inizio della prima serie, è il secondo classificato nel torneo regionale, sconfitto in finale da Haga. Nonostante l'arroganza non si mostra molto sveglio e perspicace: durante il viaggio verso il Regno dei Duellanti, viene raggirato da Mai e quindi costretto a cederle la sua stanza sulla nave. In seguito si fa nuovamente convincere da lei a scontrarsi con Jonouchi, con cui è già in contrasto. Dal loro duello esce vincitore Jonouchi, che gli vince la carta del Drago Nero Occhi Rossi. In seguito, lo si vede sempre in coppia con Haga, con il quale pare molto in sintonia. Nel torneo di Battle City viene sconfitto da Esper Roba e quindi eliminato all'istante dal torneo; assiste poi al duello tra lo stesso Roba e Jonouchi che ne segue. Ryuzaki compare anche molto brevemente in Yu-Gi-Oh! - Il film, assieme ad Haga, tra la folla di duellanti che assiste invidiosa ai trionfi di Yugi dopo il Battle City. Nella serie del Risveglio dei Draghi, come Haga, si unisce a Dartz ottenendo il potere del Sigillo di Orichalcos per potere avere la sua vendetta su Jonouchi; viene tuttavia sconfitto da quest'ultimo, perdendo la sua anima e riottenendola solo dopo la vittoria su Leviathan. Compare anche nella serie del Grand Championship dove, insieme ad Haga, partecipa clandestinamente al torneo (al posto di Fortune Salim) e viene sconfitto (sempre in coppia con Haga) in un solo turno da Siegfried von Schroider. Nell'ultima stagione, Ryuzaki e Haga decidono di rubare le tre carte delle Divinità Egizie nella casa di Yugi ma, al loro posto, rubano invece la borsa contenente gli Oggetti del Millennio posseduti dal protagonista. I due fuggono ma vengono poi fermati da Bakura che recupera quindi il suo Anello del Millennio.
Fa inoltre una comparsa nel film Yu-Gi-Oh! della Stagione Zero, come ennesimo duellante sconfitto da Seto Kaiba. Appare tuttavia con abiti con colori differenti. Chiaramente nella versione occidentale questo personaggio, poiché usa un deck composto da dinosauri, porta il nome e il cognome di due famosi dinosauri, il tyrannosaurus rex e il velociraptor. Il suo nome originale, invece, è Ryuzaki poiché nel suo deck non possiede solo dinosauri, ma anche draghi (vedi il Drago Nero Occhi Rossi, il Drago Serpente Notturno e Drago Tiranno), dato che Ryu in giapponese significa "drago".
Doppiato da: Kin Fuiji (ep. 2-59, serie 2000), Yūichi Nakamura (ep. 131-224, serie 2000) (ed. giapponese), Luca Bottale (serie 2000) (ed. italiana)

### Ryōta Kajiki
Ryōta Kajiki (梶木 漁太?, Kajiki Ryōta), chiamato Mako Tsunami nella versione internazionale, è un altro dei primi avversari di Yugi; essendo un pescatore, il suo deck è composto da creature marine, tra cui il Pescatore Leggendario, unico lascito del suo defunto padre, scomparso in mare quando lui era solo un bambino (come viene mostrato in numerosi flashback durante i suoi duelli). Nella prima stagione Ryōta è il terzo classificato al torneo regionale e dunque viene invitato a partecipare al torneo nel Regno dei Duellanti organizzato da Pegasus. In tale occasione incontra Yugi e compagni e si dimostra fin da subito amichevole con loro, offrendogli addirittura del pesce arrostito (data l'ammirazione nutrita da lui verso Yugi). In un secondo momento, però, decide di affrontare il protagonista: dal duello Ryōta ne esce sconfitto ma, nonostante tutto, si ripromette di continuare il torneo, dimostrando molta lealtà nei confronti di Yugi. Infatti, contrariamente ai primi avversari di Yugi, Ryōta si mostra amichevole e leale. Nel torneo del Battle City, Ryōta si stabilisce in un parco acquatico e riesce a conquistare ben quattro carte di localizzazione ma viene affrontato da Jonouchi, che riesce a sconfiggerlo dopo un combattuto duello. Alla fine di esso, Ryōta gli regala la carta del Pescatore Leggendario insieme a quella rara vinta dal suo avversario (Fortezza Balena), come segno di riconoscimento per averlo aiutato a superare la sua tristezza per la perdita del padre.
Doppiato da: Daisuke Namikawa (serie 2000), Yuki Nakao (da bambino, serie 2000) (ed. giapponese), Diego Sabre (serie 2000), Cinzia Massironi (da bambino, serie 2000) (ed. italiana)

### Esper Roba
Esper Roba (エスパー絽場?, Esupā Roba), chiamato Extra nella versione italiana e Espa Roba in quella internazionale, è un avversario di Jonouchi durante il Battle City, che, contrariamente agli altri sfidanti della Città dei Duelli, non è precedentemente apparso nella prima serie. Il suo deck si basa su creature psichiche o di tipo macchina. Ha capelli verde acqua e indossa una giacca rosa confetto con delle linee nere a zig-zag sulle maniche e sulla parte anteriore della giacca. I suoi fratelli portano i suoi stessi abiti. Sembrerebbe possedere dei poteri mentali che gli danno la facoltà di parlare con i morti o sapere in anticipo le carte che saranno giocate dal suo avversario; in realtà, Esper si avvale dell'aiuto dei suoi quattro fratelli che, nascosti in cima a un palazzo vicino, spiano le carte degli avversari con un binocolo, per poi riferire tutto al fratello attraverso un auricolare. In passato lui e i suoi quattro fratelli erano giostrai; costantemente venivano presi in giro dai loro coetanei, così Roba decise che se avesse duellato al meglio delle sue capacità ma con l'aiuto dei suoi fratelli i prepotenti non li avrebbero più presi in giro. Dopo avere sconfitto Ryuzaki si scontra con Jonouchi, venendo però da lui sconfitto e costretto a cedergli la sua carta più potente, Jinzo, capace di annullare automaticamente tutte le carte trappola in gioco; una volta sconfitto, decide di iniziare a giocare lealmente, senza l'aiuto dei suoi fratelli.
Il nome del personaggio, nella versione internazionale, si riferisce ai suoi poteri extra-sensoriali. Nella versione originale, invece, Esper deriva dalla parola E.S.P. ovvero l'acronimo di Poteri Extra Sensoriali.
Doppiato da: Maiko Itou (ed. giapponese), Davide Garbolino (ed. italiana)

### Bandit Keith
Bandit Keith (バンデット・キース?, Bandetto Kīsu), chiamato Bandit Ken nella versione internazionale, il cui vero nome è Keith Howard, è il campione degli Stati Uniti di Duel Monsters (campione intercontinentale nella versione occidentale). Porta una vistosa bandana degli Stati Uniti sulla testa, ha i capelli biondi, gli occhiali da sole e veste un abbigliamento da motociclista. A causa dell'umiliazione inflittagli da Pegasus durante un importante torneo (in cui il creatore del Duel Monsters scrisse delle indicazioni su un foglio, per poi darle a un bambino tra il pubblico chiedendogli di finire il duello, seguendo ciò che aveva scritto, con il risultato di riuscire a sconfiggere Keith) vuole sconfiggerlo a sua volta nel torneo da lui indetto, se non addirittura ucciderlo. Nel manga, a causa di questa pesante sconfitta e umiliazione, si diede all'alcolismo, alla droga e al gioco clandestino. Arrogante ed egoista, si serve di Ghost Kotsuzuka, Satake e Takaido per ottenere le stelle necessarie per arrivare in semifinale, facendo scontrare il primo contro Jonouchi: dallo scontro però esce vincitore quest'ultimo. Ruba quindi le stelle ai tre, per poi sottrarre allo stesso Jonouchi una delle carte necessarie per essere ammessi, la Mano del Re. È proprio con Jonouchi, riuscito a partecipare alle finali grazie all'intervento di Mai, che Bandit Keith si scontra in semifinale, dove però viene sconfitto, salvo poi venire squalificato da Pegasus per avere barato. Keith, infatti, aveva nascosto nelle sue maniche due copie della carta magia Sette Completati che sarebbero servite a potenziare la carta Slot Machine a tal punto da essere il mostro più potente in campo.
Il suo destino cambia, tra anime e manga. Nel manga, a questo punto, Keith cerca di uccidere Pegasus ma quest'ultimo, con un'illusione generata dal suo Occhio del Millennio, lo fa suicidare trasformando la sua mano in una pistola e facendolo sparare con essa alla testa. Nell'anime, dopo avere cercato di uccidere Pegasus (con una pistola, ma nella versione occidentale essa viene ridisegnata in modo che si veda Keith che indica Pegasus con un dito), viene espulso (con una botola segreta) dall'isola e gettato in mare, ma verrà tratto in salvo da Malik e da lui assoggettato con la Barra del Millennio, con lo scopo di rubare il Puzzle del Millennio a Yugi sotto suo ordine. E infatti vi riesce, costringendo il protagonista a duellare contro di lui in un deposito abbandonato. Nonostante l'assenza del suo alter ego, Yugi riesce a tenere testa a Keith, ma il duello viene bruscamente interrotto dallo stesso Keith, che era riuscito a ribellarsi al controllo di Malik grazie all'intervento del sopraggiunto Bakura con il suo Anello del Millennio. Malik, riuscito a riprendere brevemente il controllo di Keith, riesce a spingerlo a rompere il Puzzle del Millennio, scomponendolo. In un momento di isteria, però, Keith provoca un incendio nel deposito, scappando poco dopo, mentre Yugi viene salvato da Jonouchi e Honda. In quell'occasione, in aggiunta ai suoi mostri macchina, utilizza le carte Zera il Mostro e Seyaryu, estraendole dalla manica assieme ad altre potenti carte e di conseguenza barando. Nella terza stagione, nell'episodio 163, Keith riappare sotto forma di "anima perduta", quando Yami Yugi attraversa il cerchio delle anime perdute. Nel manga Yu-Gi-Oh! R, spin-off della serie, Keith viene rianimato da Yakō Tenma, figlio adottivo di Pegasus, per ottenere spiegazioni sulla morte di suo padre. Keith gli mente dicendogli che era stato Yugi a uccidere Pegasus e, successivamente, si scontra per una seconda volta con Jonouchi, dove però esce sconfitto e muore definitivamente.
Il suo deck è composto da mostri di tipo macchina (come Slot Machine, Ragno Lancia Missili, Re delle Macchine, Macchina Pendolo e Drago Barile).
Doppiato da: Hajime Komada (ed. giapponese), Diego Sabre (ed. italiana)

### Ghost Kotsuzuka, Takaido e Satake
Ghost Kotsuzuka (ゴースト骨塚?, Gōsuto Kotsuzuka), Takaido (高井戸?) e Satake (佐竹?), chiamati rispettivamente Bonz, Zygor e Sid nella versione internazionale, sono inizialmente tre duellanti che obbediscono agli ordini di Bandit Keith, durante la saga del Duelist Kingdom, sebbene sia solo Ghost Kotsuzuka a duellare. Ghost ha un aspetto inquietante, seppur sia molto basso di statura, con due occhi infossati nelle orbite e capelli viola; Takaido è alto e muscoloso e ha i capelli neri mentre Satake ha i capelli rossi e indossa gli occhiali. I tre non sembrano neanche essere molto abili come duellanti, dato che lo stesso Ghost si affida alle direttive di Keith durante i duelli. Durante la saga del Duelist Kingdom, sotto gli ordini di Keith, attirano Jonouchi in una caverna, dove viene poi sfidato da Ghost in un'arena-cimitero. Nonostante i suggerimenti di Bandit Keith, però, Ghost viene sconfitto da Jonouchi. A seguito di ciò, i tre vengono derubati delle stelle necessarie per arrivare in semifinale da Bandit Keith, in quanto li riteneva oramai inutili. Durante il torneo del Battle City decidono di impossessarsi delle carte di localizzazione necessarie per trovare il luogo in cui si svolgeranno i quarti di finale non combattendo, ma terrorizzando chi cerca di entrare in un cimitero, intimandogli di dare loro le carte con vari effetti scenici. Ad un passo dall'avere tutte le carte di localizzazione, però, si imbattono in Bakura che prima sconfigge Ghost in duello e poi li uccide, impossessandosi delle loro carte di localizzazione.
Nel manga si assiste brevissimamente al duello tra Ghost e Bakura, con quest'ultimo che, dopo averlo sconfitto, lo uccide, mentre Satake e Takaido non appaiono. Dei tre è solo Ghost a duellare, usando un deck composto da mostri di tipo zombie, come Re dei Fantasmi, Zombie Corazzato, Clown Zombie, Chioma di Serpenti, Drago Zombie e Grande Mammuth di Goldfine (mostro fusione formato dai precedenti due mostri). I deck di Takaido e Satake sono ignoti. Il nome Bonz, nella versione internazionale, ha una certa assonanza con la parola "bones" cioè ossa, il che spiegherebbe il suo deck Zombie. In originale invece è associato ai fantasmi, poiché si chiama "Ghost".
Ghost - Doppiato da: Masami Suzuki (ed. giapponese), Renata Bertolas (ed. italiana)

Takaido - Doppiato da: Eiji Takemoto (ed. giapponese, Stefano Albertini (ed. italiana)

Satake - Doppiato da: Norihisa Mori (ed. giapponese), ? (ed. italiana)

## Personaggi minori o comparse

### Imitator of Death
Imitator of Death (しの物真似師?), chiamato Fantasma di Kaiba nella versione internazionale, è un duellante comparso nella prima serie, è noto come uno degli Eliminators, ovvero dei duellanti ingaggiati da Pegasus con lo scopo di eliminare subito dal torneo gli altri duellanti, derubandoli delle loro stelle. Appare nell'episodio 9 nella serie del Duelist Kingdom dove sfida Yugi sotto le sembianze di Seto, dicendo di essere il suo fantasma, tornato per vendicarsi per la sconfitta subita nel primo episodio. Successivamente, però, viene smascherato da Yugi e rivela la sua vera forma: un uomo brutto e obeso con i capelli rosa e la carnagione grigia somigliante vagamente a un clown e dicendo di essere la "parte malvagia" di Seto ritornata grazie a Pegasus. Il duello tra i due si conclude con la vittoria di Yugi che, a seguito di esso, fa sparire lo sconfitto. Nel manga, al suo posto, compare un altro personaggio, chiamato il Ventriloquo della Morte (ししゃの腹話術師?), il quale duella contro Yugi utilizzando un burattino con le sembianze di Seto. Questo sinistro personaggio è vestito come un mago e porta un cappello a punta e una mascherina con un simbolo di una mano sopra. Viene affrontato e sconfitto da Yugi e, successivamente, sottoposto al "gioco della sanzione" da parte del protagonista.
Il suo deck è quello usato da Seto, restituitogli poi da Yugi dopo la sconfitta dell'Eliminator.
Doppiato da: Tony Hirota (ed. giapponese), Lorenzo Scattorin (come Seto Kaiba), Riccardo Peroni (nella sua vera forma) (ed. italiana)

### Player Killer of Darkness
Player Killer of Darkness (「闇」のプレイヤーキラー?, `Yami' no Pureiyā Kirā), chiamato PaniK nella versione internazionale, altro Eliminator, è un energumeno che, dopo avere sconfitto Mai in duello e averla privata di tutte le sue stelle, sfida Yugi cercando di confondergli le idee con vari trucchi scenici. Nonostante tutto si fa sottomettere da Yugi con la sua stessa tattica e perde il duello. Dopo la sconfitta, viene sottoposto da Yugi al "gioco della sanzione". Usa un deck composto da mostri demone, tra cui il Castello delle Illusioni Oscure, Barox (mostro normale nell'anime e mostro fusione nel gioco di carte), Chimera Oscura, Re di Yamimakai e Guardiano Metallico. Nella serie del Risveglio dei Draghi, nell'episodio 163, Player Killer riappare sotto forma di "anima perduta", quando Yami Yugi attraversa il cerchio delle anime perdute.
Doppiato da: Holly Kaneko (ed. giapponese), Tony Fuochi (ed. italiana)

### Mei e Kyū
Mei (迷?) e Kyū (宮?), chiamati Para e Dox nella versione internazionale, altri duellanti Eliminators che, sotto ordine di Pegasus, sfidano Yugi e Jonouchi in un duello doppio in un labirinto. Vengono entrambi sconfitti e costretti a fare passare i Yugi, Jonouchi, Anzu, Honda e Bakura. Sono calvi e hanno l'ideogramma del loro nome sulla fronte, sono vestiti con abiti da cerimonia cinese (verde per Kyū e arancione per Mei) e sono soliti parlare in rima (nella versione occidentale). I loro nomi originali, se uniti, significano "labirinto". Nella serie del Risveglio dei Draghi, nell'episodio 163, Mei e Kyū riappaiono sotto forma di "anime perdute", quando Yami Yugi attraversa il cerchio delle anime perdute. Compaiono inoltre negli episodi 10 e 11 della serie GX in cui sfidano Jaden Yuki e Syrus Truesdale in un duello a coppie; i fratelli erano stati ingaggiati da Vellian Crowler per fare sì che Jaden e Syrus venissero espulsi dall'Accademia del Duellante. Nonostante questo, però, grazie soprattutto alla bravura di Syrus, i due vengono sconfitti.
Usano entrambi un deck composto da creature oscure, tra cui le Mura Labirintiche, il Muro Ombra (che nell'anime e nel manga è la fusione tra le Mura Labirintiche e il Demone Fantasma mentre nel gioco di carte è un mostro con effetto), il Carrarmato-Labirinto (che nell'anime e nel manga è un mostro normale mentre nel gioco di carte è un mostro fusione), il Domatore di Mostri, Jirai Gumo e il Verme delle Segrete; la loro carta più forte, tuttavia, è il potente Guardiano del Cancello, formato dal sacrificio di Kazejin, Suijin e Sanga del Tuono.
Mei - Doppiato da: Takashi Matsuyama (ed. giapponese), Paolo Sesana (ed. italiana)

Kyū - Doppiato da: Hiroshi Nishimura (ed. giapponese), Claudio Ridolfo (ed. italiana)

### Johnny Step
Johnny Step (ステップ・ジョニー?), chiamato Johnny Steps nella versione internazionale, è un ballerino professionista comparso nella serie del Battle City. Dopo essere stato sconfitto da Anzu in una gara di ballo, decide di sfidare Yugi in duello per fare sì che la ragazza possa uscire con lui. Affronta quindi Yugi, ma abbandona il duello dopo poco e, grazie alle parole di Anzu, decide di iniziare a partecipare alle gare di ballo in modo leale. Usa un deck composto da mostri relativi alla musica.
Doppiato da: Hideki Konda (ed. giapponese), Riccardo Lombardo (ed. italiana)

### Seeker
Seeker (レアハンター?), chiamato Rare Hunter nella versione internazionale, è il primo Ghoul (Rare Hunter) che affronta Yugi nel torneo del Battle City. Nella versione americana e italiana questo personaggio non presenta un suo vero nome poiché viene semplicemente chiamato "Rare Hunter". Inizialmente affronta Jonouchi in duello, vincendogli la carta del Drago Nero Occhi Rossi. Desideroso di vendetta, Yugi lo sfida vincendogli a sua volta il drago di Jonouchi. Dopo la sconfitta la sua anima viene intrappolata da Malik. Usa un deck creato in modo tale da avere in mano le cinque carte di Exodia il Proibito, seppur fasulle. Nella serie del Risveglio dei Draghi, nell'episodio 163, Seeker riappare sotto forma di "anima perduta", quando Yami Yugi attraversa il cerchio delle anime perdute.
Doppiato da: ? (ed. giapponese), Pino Pirovano (ed. italiana)

### Pandora
Pandora (パンドラ?), chiamato Arkana nella versione internazionale, è uno dei Ghouls al servizio di Malik. Porta una maschera azzurra a righe nere a forma di mezzaluna e indossa un enorme cappello a cilindro rosso. In passato era un famoso illusionista, sempre affiancato dalla sua fidanzata Katherine. Un giorno però ebbe un terribile incidente che lo lasciò sfigurato in volto; da quel giorno impazzì e Katherine lo abbandonò al suo destino. Della sua debolezza ne approfitta Malik che, dopo averlo convinto a lavorare per lui, gli ordina di affrontare Yugi e sconfiggerlo. Se ci fosse riuscito avrebbe riavuto indietro Katherine. Egli sfida Yugi in un duello in cui il duellante perdente avrebbe perso le gambe per mezzo di lame circolari se non fosse riuscito a salvarsi in tempo con una chiave posta sotto di lui. Tuttavia, Pandora viene sconfitto e salvato da Yugi. A quel punto, impazzito, si rende conto che le parole di Malik erano bugie, poiché la sua amata Katherine (che lo "aspettava" dietro una tenda) era in realtà un fantoccio.
Nel manga, dopo avere perso il duello contro Yugi, perde conoscenza afflitto dai pensieri più tenebrosi creati da Malik in modo tale da spingerlo a suicidarsi: infatti in passato Pandora aveva tentato per ben due volte il suicidio, la prima dopo la morte della madre e la seconda dopo avere ucciso la sua ragazza per errore durante una magia. Nonostante si tratti di un personaggio secondario, la versione internazionale, cambiando il nome, ha spazzato via un significato interessante del duello in cui lo sgherro di Malik prende parte. Nella versione giapponese, infatti, egli paragona sé stesso alla mitica Pandora, che nella mitologia greca, disobbedendo agli ordini di Zeus, aprì il vaso contenente tutti i mali del Mondo, sul cui fondo alla fine rimase solo la speranza. La scatola che contiene la chiave che può salvare dalla morte uno dei due duellanti diventa infatti il "Vaso di Pandora", e la chiave "la speranza", unica cosa che resta a chi vuole salvarsi la vita. Nella versione originale, durante queste associazioni fatte dal personaggio, scorrono delle immagini che richiamano la vicenda legata alla mitologia greca, e che sono state tagliate dalla censura. Nella versione occidentale, chiamandosi Arkana, tutto questo discorso simbolico legato al personaggio e al duello non ha infatti più alcun senso. Nella serie del Risveglio dei Draghi, nell'episodio 163, Pandora riappare sotto forma di "anima perduta", quando Yami Yugi attraversa il cerchio delle anime perdute.
Usa un deck composto principalmente da incantatori la cui carta più forte è un Mago Nero diverso da quello di Yugi, poiché è vestito di rosso e ha i capelli bianchi.
Doppiato da: Takehito Koyasu (ed. giapponese), Daniele Demma (ed. italiana)

### Strings
Strings (solo nell'anime), Doll (人形にんぎょう?, Ningyō) (nel manga), Il Burattinaio nella versione internazionale, è il secondo Ghoul che affronta Yugi nel torneo del Battle City. Contrariamente agli altri Rare Hunters apparsi, questo personaggio non presenta il loro classico abbigliamento; è calvo e di statura minuta e presenta numerosi piercing sul volto. Nell'anime è chiamato Strings mentre nel manga Doll; negli episodi 65, 66 e 67 sfida Yugi nei pressi di un ponte ed è il primo duellante a evocare Osiris, Drago del Cielo durante il loro duello. Nonostante la potenza del suo deck Yugi riesce a vincere rivoltandogli contro la sua stessa strategia di ottenere un considerevole numero di carte in mano, grazie alle carte magia Carte Infinite e Carta del Ritorno Sicuro, per aumentare la forza d'attacco di Osiris. Alla fine del duello Yugi gli vince la carta di Osiris e la mente del Rare Hunter viene imprigionata del tutto da Malik. Usa un deck composto da carte melma basato su Carta del Ritorno che gli permette di pescare un numero elevato di carte. Nella versione italiana e americana il personaggio parla anche con la sua voce vera, in alcune parti, nonostante sia Malik a parlare tramite lui.
Doppiato da: Paolo Sesana (in alcune scene) (ed. italiana)

### Maschera della Luce e dell'Ombra
Maschera della Luce (光の仮面?, Hikari no Kamen) e Maschera dell'Ombra (闇の仮面?, Yami no Kamen), chiamati Luce e Ombra nella versione italiana e Lumis e Umbra in quella internazionale, sono due Ghouls al servizio di Malik, il primo basso e tarchiato mentre il secondo è alto e magro. Portano entrambi due maschere: Luce indossa una maschera bianca sorridente che gli copre la parte sinistra del viso, Ombra una nera corrucciata che gli copre la parte destra del viso. Inizialmente vengono incaricati di rubare le carte delle Divinità Egizie a Yugi e Kaiba ma nel loro primo duello contro di loro vengono sconfitti all'istante da Kaiba. Riusciti in seguito a rapire e sequestrare Mokuba e Anzu, affrontano nuovamente Yugi e Kaiba in cima a un grattacielo in un duello dove il duellante perdente sarebbe precipitato nel vuoto dopo che un dispositivo avrebbe distrutto il vetro sottostante alla perdita definitiva dei Life Points. Tuttavia, nonostante i due mettano in seria difficoltà Yugi e Kaiba, vengono entrambi sconfitti; Ombra è l'unico dei due a precipitare nel vuoto ma si salva mentre Luce viene spedito nelle tenebre da Malik. Usano due deck che hanno come tema le maschere; il loro mostro più forte è La Bestia Mascherata.
Ombra - Doppiato da: Koji Ishi (ed. giapponese), Claudio Ridolfo (ed. italiana)

Luce - Doppiato da: Yuu Mizushima (ed. giapponese), Marco Balbi (ed. italiana)

### Jean-Claude Magnum
Jean-Claude Magnum (ジョン・クロード・マグナム?, Jon Kurōdo Magunamu) è un celebre attore di Hollywood, noto soprattutto per i suoi film relativi alle arti marziali. È un duellante professionista e, nell'episodio 80 della serie del Battle City, sfida Mai in duello in cui se quest'ultima avesse perso sarebbe diventata la sua sposa (poiché Magnum si era innamorato di lei dopo averla incontrata anni addietro). Tuttavia Magnum perde il duello e, con uno stratagemma scenico, cerca di rapire Mai ma grazie all'intervento di Jonouchi il suo piano fallisce ed è costretto a sparire. Usa un deck composto da carte ninja la cui carta più forte è il Maestro Ninja Shogun.
Doppiato da: Hozumi Gouda (ed. giapponese), Claudio Beccari (ed. italiana)

### Ragazzino senza nome
Ragazzino senza nome è un giovanissimo duellante che non è mai apparso nella saga, se non in un sogno di Jonouchi dell'episodio 133. Egli infatti duella contro questo ragazzino in un torneo locale, utilizzando le regole del Magic & Wizards usate nel Duelist Kingdom, e viene sconfitto. Nonostante questo, però, il ragazzino dimostra molta sportività nei confronti di Jonouchi.
Usa un deck misto composto da Nekogal #1, Drago Minore, Orco d'Acciaio #1 e la fusione di questi due, Drago Metallico.
Doppiato da: ? (ed. giapponese), Davide Garbolino (ed. italiana)

### Grimo
Grimo (グリモ?, Gurimo), chiamato Gurimo nella versione internazionale, è uno dei membri della Doma Orichalcos. Compare all'inizio della serie dell'Orichalcos, sfidando e sconfiggendo Haga e Ryuzaki, rubando le loro anime. Successivamente, dopo avere rubato Obelisk il Tormentatore, sfida Yugi in un duello utilizzando per la prima volta la carta del Sigillo di Orichalcos. Tuttavia perde e la sua anima viene presa dall'Orichalcos. Usa un deck composto da mostri guerrieri.
Doppiato da: James Onoda (ed. giapponese), Sergio Romanò (ed. italiana)

### Chris
Chris (クリス?, Kurisu) è la figlia di Dartz e Iona e, di conseguenza, principessa di Atlantide e nipote di Ironheart. Possiede una femmina di lupo chiama Skye. Quando il potere dell'Orichalcos cominciò a trasformare gli abitanti di Atlantide in mostri, tra cui la sua stessa madre Iona (che venne infatti uccisa da Dartz), fu persuasa dal padre a unirsi alla sua causa ma ella rifiutò, come suo nonno. Di fronte al rifiuto, Dartz li fece catturare dai guerrieri di Orichalcos. Lei e suo nonno aiutarono i rifugiati a salvarsi e, grazie all'aiuto dei leggendari cavalieri Timaeus, Critias ed Hermos affrontarono l'esercito dell'Orichalcos senza che però nessuno dei due schieramenti trionfasse. Moltissimi anni dopo, Chris e Ironheart salvano Yami Yugi e Anzu dal treno su cui, poco prima, il faraone aveva duellato contro Haga. Assiste poi al duello tra Yami e Yugi nel "cerchio delle anime perdute". In seguito, quando Yami affronta uno dei soldati dell'Orichalcos, riesce a passargli la carta L'Occhio di Timaeus prima di restare uccisa da uno dei fulmini di Dartz. Tuttavia, quando Yami sconfigge Dartz, il suo spirito si ricongiunge a quello di suo padre e di suo nonno.
Doppiato da: Chieko Higuchi (nei flashback), Tomomi Yachi (ed. giapponese), Jenny De Cesarei (ed. italiana)

### Ironheart
Ironheart (アイアンハート?, Aianhāto) è il padre di Dartz e, di conseguenza, nonno di Chris, oltre che ex-sovrano di Atlantide. In seguito alla battaglia tra le forze del bene e i soldati dell'Orichalcos, si ritirò in esilio assieme alla nipote Chris in una valle remota, salvando poi Yami Yugi e Anzu dal treno su cui, poco prima, Yami e Haga avevano duellato. Accompagna poi Yami nel "cerchio delle anime perdute", dove il Faraone vede le anime di molti avversari malvagi affrontati in passato (come Bandit Keith, Player Killer, Pandora ecc.) e arriva ad affrontare lo stesso Yugi, la cui anima era stata portata via dall'Orichalcos proprio per colpa di Yami, durante il duello con Raphael. Nel duello tra Yami e Yugi è il primo a trionfare. In seguito ordina alla nipote di portare L'Occhio di Timaeus a Yami e, quando questi sconfigge Dartz, il suo spirito si ricongiunge a quello di suo padre e di sua nipote.
Doppiato da: Yusaku Yara (ed. giapponese), Mario Zucca (ed. italiana)

### Paul McGregor
Paul McGregor (ポール・マクレガー?, Pōru Makuregā) è uno dei duellanti che partecipa al Grand Championship indetto da Seto. Ha un abbigliamento identico a quello di Sherlock Holmes (infatti la sua gimmick è quella del detective) e arriva fino ai quarti di finale del torneo, dove viene sconfitto da Barry Ginger. Il suo deck è ignoto.
Doppiato da: Shinobu Matsumoto (ed. giapponese), Marco Balzarotti (ed. italiana)

### Barry Ginger
Barry Ginger (バリー・ジンジャー?, Barī Jinjā), chiamato Balfry Ginger nella versione internazionale, è uno dei duellanti che partecipa al Grand Championship indetto da Seto. Veste un abbigliamento da mago ed è di bassa statura, arriva fino alle semifinali del torneo dove viene sconfitto da Sigfried von Schroider. Il suo deck è ignoto.
Doppiato da: Mika Ishibashi (ed. giapponese), ? (ed. italiana)

### Ethan Shark
Ethan Shark (イーサン・シャーク?, Īsan Shāku) è uno dei duellanti che partecipa al Grand Championship indetto da Seto. Di nazionalità australiana, veste un abbigliamento da motociclista e arriva fino ai quarti di finale del torneo dove viene sconfitto da Leon Wilson. Il suo deck è ignoto.
Doppiato da: ? (ed. giapponese), ? (ed. italiana)

### Ape l'Uomo Scimmia
Ape l'Uomo Scimmia (エイプ?, Eipu), chiamato Abe l'Uomo Scimmia nella versione internazionale, è uno dei duellanti che partecipa al Grand Championship indetto da Seto. Come dice il suo soprannome, somiglia molto a una scimmia e porta sempre con sé sulla spalla una piccola scimmietta, la quale sembrerebbe suggerirgli le mosse da fare in duello. Arriva fino ai quarti di finale del torneo dove viene sconfitto da Rebecca. Il suo deck è ignoto.
Doppiato da: Mikio Katsuyama (ed. giapponese), Claudio Ridolfo (ed. italiana)

## Personaggi dei film

### Anubis
Anubis (アヌビス?, Anubisu) è il nemico di Yu-Gi-Oh! - Il film, Anubis è uno stregone dell'antico Egitto (che prende il nome dal dio dei morti) che, ai tempi del faraone, tentò di conquistare il potere, ma fu sconfitto e la sua anima condannata all'esilio perenne nel manufatto noto come "Piramide di Luce", simile al Puzzle del Millennio, ma apparentemente costituito di una sorta di materiale vetroso con un occhio rosso al centro. Casualmente degli archeologi ritrovano la cripta della sua tomba e lo risvegliano (corrispondentemente al completamento di Yugi del Puzzle del Millennio e alla ricomparsa del faraone). Dopo la vittoria alla città dei duelli i reperti della tomba vengono esposti al museo della città di Domino e lo spirito dello stregone inizia ad agire, facendo in modo che una potentissima carta trappola ispirata al suo cimelio finisca nel deck di Seto e che questi sfidi Yugi con il desiderio di vincere lui e le tre Divinità Egizie. In realtà il duello serve ad Anubis per accumulare energie e risorgere, intrappolando nel mentre Yugi all'interno del Puzzle del Millennio, mentre il Faraone è obbligato a un duello che lo priva lentamente delle energie e, con Piramide di Luce in gioco, impossibilitato a evocare le tre divinità. Casualmente anche Jonouchi e Honda finiscono nel Puzzle venendo ipnotizzati dall'occhio della Piramide di Luce che intrappola Seto e il faraone, qui verranno inseguiti dagli zombie di Anubis finché Yugi non si fa coraggio e ricorda la profezia letta sulla bara di Anubis il modo per sconfiggerlo, raggiunta la camera riservata allo stregone, lottando con le mummie-zombie e con l'inaspettato aiuto di Anzu riuscirà a usare un pugnale sacro per infrangere la stele della piramide di luce, indebolendo i poteri dello stregone e permettendo al faraone di evocare le tre divinità e sconfiggerlo nel duello (in cui aveva preso il posto di Seto per dargli il colpo di grazia). Anubis non accetterà la sconfitta e dalla Piramide di Luce farà emergere un mostro in pece nera nel tentativo ultimo di distruggere il faraone, i suoi amici e il mondo, ma sfruttando la resa di realtà dei mostri del potere dello stregone stesso userà il potere del Drago Lucente Occhi Blu di Seto per distruggerlo definitivamente Secondo i dati "extra" sul film, Anubis era un collaboratore di Aknadin nella creazione degli oggetti del millennio, il che spiega le caratteristiche del suo cimelio.
Le sue carte più forti sono Andro-Sfinge, Sfinge Teleia e Theinen la Grande Sfinge.
Doppiato da: Koji Ishi (ed. giapponese), Alessandro Maria D'Errico (ed. italiana)

## Personaggi del manga
Nel manga e nella Stagione Zero appaiono numerosi personaggi che nell'anime originale non appaiono o, in caso contrario, appaiono nei flashback dei protagonisti.

### Tetsu Ushio
Tetsu Ushio (牛尾哲?, Ushio Tetsu), chiamato Tetsu Trudge nella versione internazionale, è uno studente della stessa scuola di Yugi e compagni che appare solo nel manga, nella Stagione Zero e in un flashback degli episodi 3, 77 e 143. È un bullo grosso e possente che, vista la debolezza di Yugi, decide di "difenderlo" dagli altri bulli che lo prendevano in giro: nel fare ciò picchia selvaggiamente Jonouchi e Honda per poi chiedere un compenso di 200.000 yen a Yugi. Non potendo pagare una simile cifra (oltre al fatto che Ushio aveva pestato ingiustamente i suoi amici) Yugi è costretto a declinare; di fronte al rifiuto Ushio picchia, ancora una volta, Jonouchi e Honda. In quel momento però lo spirito del Puzzle del Millennio prende vita e Ushio viene sfidato dall'altro Yugi a un gioco, al termine del quale Ushio viene sconfitto e terrorizzato dalle visioni apparse a causa del "gioco della sanzione". Nella serie Yu-Gi-Oh! GX Ushio risulta nella lista delle vittime di Nightshroud. La sua anima viene poi liberata dopo la sua sconfitta. Diversi anni dopo, nella serie Yu-Gi-Oh! 5D's, Ushio è un agente di polizia della città di Neo Domino. In questa serie è inizialmente deciso a catturare Yusei Fudo per metterlo in prigione ma, a seguito del succedersi degli eventi, diventerà suo amico. Poiché la suddetta serie 5D's è ambientata molto tempo dopo la prima serie, l'apparizione di Ushio ha creato numerosi dubbi tra i fan; tuttavia, il libro Yu-Gi-Oh! 10th Anniversary Animation Book indica Ushio come lo stesso personaggio apparso nella Stagione Zero, nel manga e nella prima serie. Egli svolge lo stesso ruolo che ha Pegasus: prima è un antagonista (Stagione Zero, manga e inizialmente 5D's) poi diventa un aiutante (5D's).
Doppiato da: Ryūzaburō Ōtomo (serie 1998), Yuji Kishi (serie 2000), Koji Ochiai (Yu-Gi-Oh! 5D's) (ed. giapponese), Diego Sabre (ep. 3, serie 2000 e Yu-Gi-Oh! 5D's), ? (ep. 77 e 143, serie 2000) (ed. italiana)

### Miho Nosaka
Miho Nosaka (野坂ミホ?, Nosaka Miho) è la migliore amica di Anzu, nonché compagna di classe di quest'ultima oltre che di Yugi, Jonouchi e Honda. È soprannominata "Ribbon-chan" (letteralmente "piccolo fiocco") poiché indossa sempre un fiocco giallo nei suoi capelli lilla. Contrariamente al manga, nel quale compare solo in un capitolo, Miho è un personaggio principale a tutti gli effetti nella Stagione Zero, anche se non è mai comparsa in nessuna serie al di fuori di questa. In essa, oltre a parlare spesso in terza persona, mostra un carattere frivolo e infantile; infatti si lascia abbindolare da qualunque cosa sia appariscente e carina. Honda è follemente innamorato di lei e fa di tutto per poterle stare vicino ma, nonostante spesso Nosaka lo ammiri o lo usi per i suoi frivoli scopi, viene spesso lasciato perdere per altri ragazzi. Infatti Miho spesso si lascia attrarre da chi le può dare ciò che vuole. Compare anche nel film Yu-Gi-Oh! della Stagione Zero, ricoprendo tuttavia un ruolo estremamente marginale e insignificante nello sviluppo della vicenda. Nella serie GX, nella quarta stagione, Miho appare al primo posto sulla lista delle vittime di Nightshroud. La sua anima verrà liberata dopo la sua sconfitta. Nonostante non sia mai apparsa nella versione occidentale dell'anime, nei primi videogiochi come ad esempio Yu-Gi-Oh! Dungeon Dice Monsters viene chiamata Melody.
Doppiata da: Yukana (serie 1998) (ed. giapponese)

### Yakō Tenma
Yakō Tenma (天馬夜行?, Tenma Yakō) è l'antagonista principale di Yu-Gi-Oh! R, uno spin-off della serie. Egli è il figlio adottivo di Pegasus J. Crawford e fratello gemello minore di Gekkō. La sua unica ragione di vita è ottenere la vendetta per la morte di suo padre. Riesce a rianimare Bandit Keith (che nel manga si era suicidato sotto il potere dell'Occhio del Millennio di Pegasus) per sapere come effettivamente venne ucciso suo padre; Keith mentì dicendogli che era stato Yugi a ucciderlo e, successivamente, Yakō riesce a battere Seto ma non Yugi. Dopo la sconfitta subita, egli riconosce di avere commesso un errore.
Il suo deck è composto da mostri di tipo fata e demone, i suoi più forti sono Il Malvagio Avatar, Il Malvagio Annientatore e Il Malvagio Terrorizzatore (Controparti oscure delle tre divinità egizie).

### Gekkō Tenma
Gekkō Tenma (天馬月行?, Tenma Gekkō) è uno dei personaggi di Yu-Gi-Oh! R, uno spin-off della serie. Egli è il figlio adottivo di Pegasus J. Crawford e fratello gemello maggiore di Yanko.
Gekkō possiede due deck, il primo composto da mostri fata mentre il secondo da mostri "elfo".